# Bitva u Lipan
Bitva u Lipan se odehrála v neděli 30. května 1434 v lokalitě mezi vsí Hřiby a Lipskou horou, která leží přibližně jeden kilometr jižně od středočeské vesnice Lipany. Vojáci utrakvisticko-katolické aliance v čele s Divišem Bořkem z Miletínka zde drtivě porazili polní vojska sirotčího a táborského svazu, tvořící páteř vojenských složek radikálního křídla husitského hnutí. V průběhu bojových operací zahynul i vůdce radikálů Prokop Holý, nejvlivnější husitský politik, na jehož vůli před rokem 1434 do značné míry závisel osud revolučních Čech. Porážka sesadila polní obce z postavení rozhodujícího politického činitele v zemi a umožnila umírněné straně uzavřít dohodu s císařem Zikmundem Lucemburským a legáty basilejského koncilu. Tím bitva předznamenala ukončení občanské války v zemích Koruny české.
Ačkoli se lze při získávání informací o bitvě u Lipan opřít o poměrně bohatou řadu dobových písemností, je zodpovězení otázky, jakým způsobem probíhala, velmi nesnadné, neboť jde často o záznamy značně tendenční a jen útržkovitého charakteru. Z tohoto důvodu čeští historici zastávají rozdílné názory jak při odhadu početních stavů zúčastněných armád a líčení jednotlivých taktických manévrů, tak při líčení časové posloupnosti průběhu některých bojových epizod. Podobnou nejednotnost historická obec zaujímá též v postoji, jaký význam náleží lipanskému střetnutí v českých dějinách.

## Předehra

### Basilejský koncil

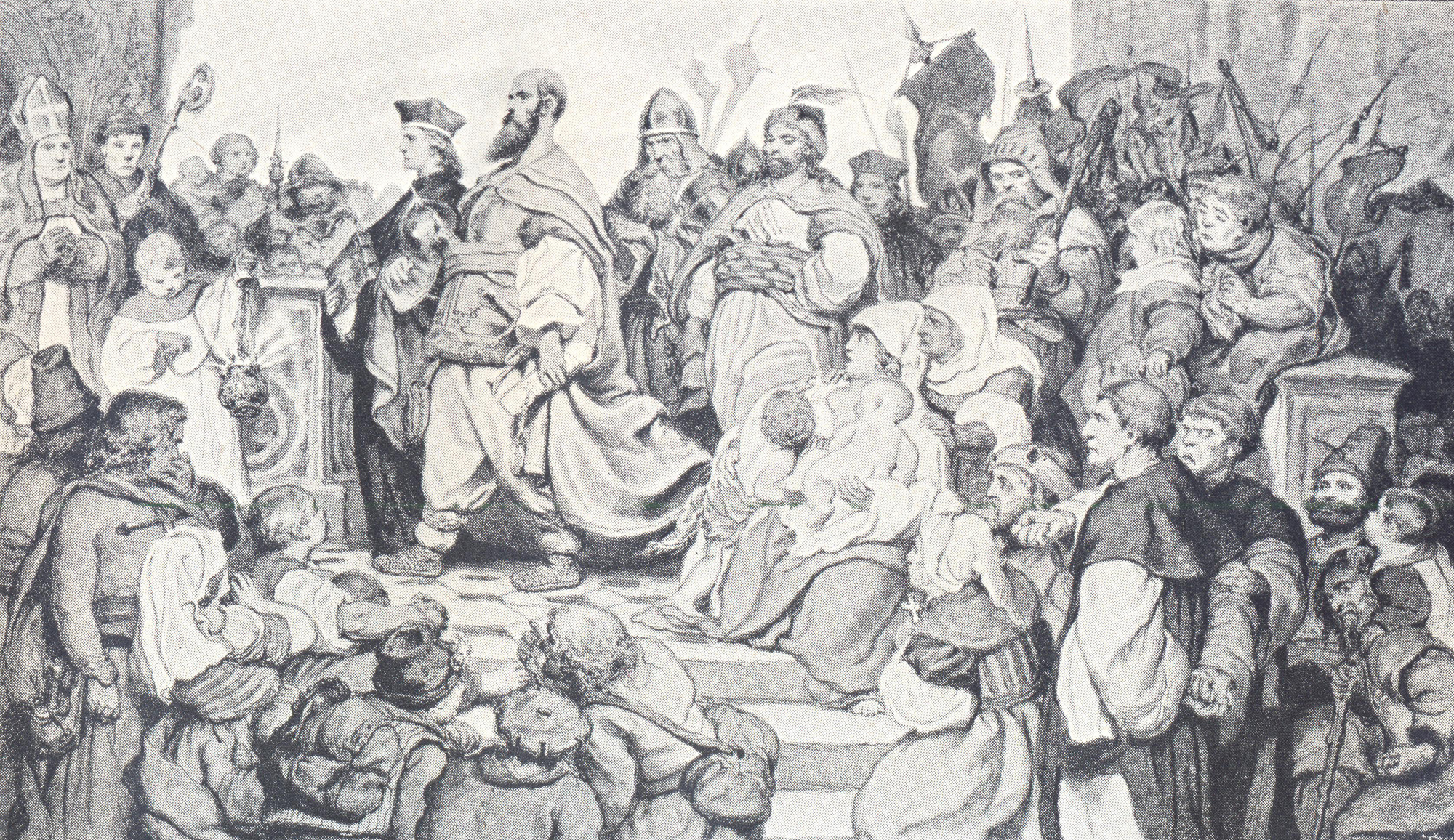
Věnceslav Černý: české poselstvo na basilejském koncilu

14. srpna 1431 koalice husitských svazů pod velením Prokopa Holého rozdrtila vojska čtvrté křížové výpravy v bitvě u Domažlic. Teprve tato porážka odradila zahraniční nobilitu a vysoké církevní hodnostáře od dalších pokusů podmanit kacířské Čechy silou a z jejich strany začal sílit tlak na urovnání konfliktu diplomatickou cestou. Tohoto stavu věcí využil legát apoštolské stolice v Čechách, Uhrách a Německu kardinál Giuliano Cesarini, jenž zahájil s husitskými předáky přímé rozhovory o jejich přítomnosti na právě probíhajícím basilejském koncilu, kde by získali možnost vést diskusi o platnosti čtyř pražských artikulů. Po jednání mezi oběma stranami uskutečněném ve dnech 8.–15. května 1432 v Chebu, kde byl přijat tzv. Soudce chebský, padlo téhož roku na husitském sněmu v Kutné Hoře definitivní rozhodnutí o české účasti a současně byli zvoleni i delegáti, kteří se měli rozmluv účastnit. Poselstvo vyrazilo na cestu v prosinci a do Basileje dorazilo 4. ledna 1433. Veřejné slyšení, kde se ve vzájemné rozpravě utkali čtyři bohoslovci z každé strany, bylo zahájeno šestnáctého dne téhož měsíce. Z katolické strany proti husitům stáli doktoři teologie a renomovaní znalci křesťanské věrouky, přesto se jim ani po třech měsících nepodařilo vyvrátit žádný z pražských článků. Hovory by pravděpodobně pokračovaly i v dalších týdnech, nicméně počátkem dubna nedostatek finančních prostředků přinutil české poselstvo požádat o zabezpečení zpáteční cesty. Politický tlak ze strany papeže Evžena IV., císaře Zikmunda a říšských knížat přiměl koncil 8. dubna urychleně schválit vlastní delegaci, která měla vyrazit na cestu spolu s husity a pokračovat v debatě na půdě české metropole. Úkolem vyslanců bylo zejména poznat české poměry, zúčastnit se husitského sněmu, držet při životě naděje na dohodu s husity a podporovat českou katolickou stranu. Obě poselstva dorazila do Prahy 8. května a první rozprava byla na tzv. svatotrojickém sněmu zahájena 12. června. V období mezi příjezdem a účastí na jednání navázali legáti koncilu první kontakty s představiteli umírněných husitů v čele s Menhartem z Hradce a konzervativními mistry pražské univerzity, kteří se nedokázali smířit s tím, že univerzita přestala zaujímat takovou úlohu, jaká jí náležela na počátku revoluce. Současně postřehli, že by se jim mohlo podařit na svou stranu získat i populárního kněze a vůdce husitského středu Jana Rokycanu, čímž by se jim otevřela cesta k izolaci radikálů. Právě tyto kontakty se odrazily v pozdějším jednání, které basilejští vyslanci záměrně prodlužovali, aby získali čas pro zajištění širší podpory a dalších informací. Přímí aktéři svatotrojického sněmu ze strany radikálně smýšlejících husitů si tuto skutečnost začali brzy uvědomovat a uchýlili se k politickému nátlaku. Zmocněncům koncilu bylo naznačeno, že v případě neochoty k ústupkům, bude oblehnuta Plzeň. Ti dobře chápali, co by pád města znamenal pro místní katolickou stranu, přesto nebyli schopni dosáhnout přijatelného kompromisu a 11. července opustili Prahu. Ani jedna ze stran si však nepřála zpřetrhat vzájemné vztahy, a tak spolu s legáty odjíždělo do Basileje tříčlenné husitské poselstvo. 14. července obě delegace dorazily do Lokte a první husitské kontingenty přitáhly k předem připravené Plzni.

### Obléhání Plzně

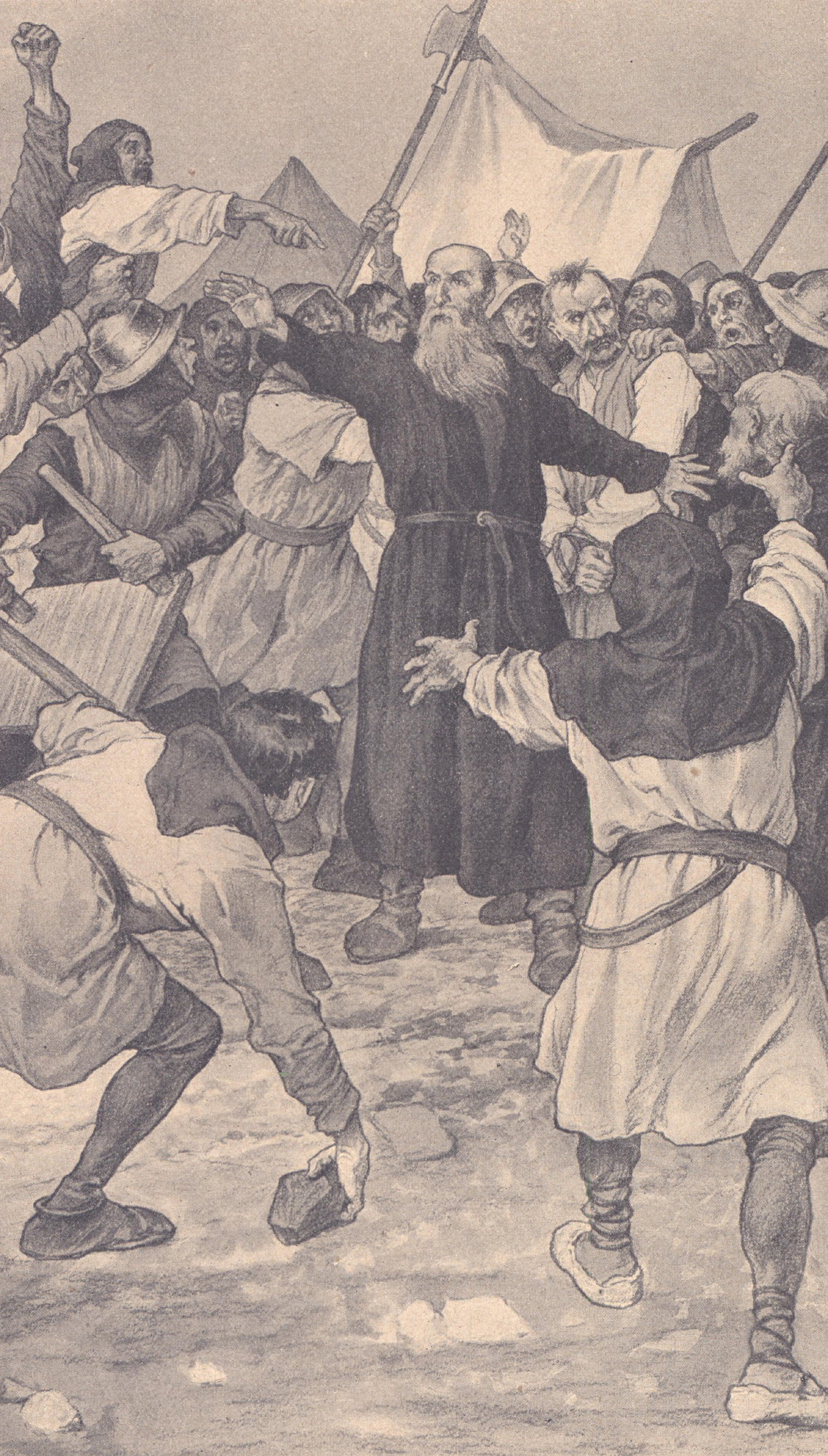
Věnceslav Černý: výstup proti Prokopovi Holému před Plzní

Západočeská metropole disponovala velmi kvalitním opevněním, husitští předáci si proto patrně ještě před započetím prvních vojenských operací uvědomovali, že jim nezbude než obránce vyhladovět. Do poloviny října se před městem shromáždili příslušníci všech důležitých husitských svazů, jejichž počet je historiky odhadován až na 15 000 osob. Toto množství lidské síly však znamenalo vysoké nároky na logistiku, zejména po roce 1432, kdy střední Evropu postihla značná neúroda, a husitům proto nezbylo než kvůli zajištění potřeb pro vojsko vypravit další rejsu do zahraničí. Oddíl pod velením Jana Parduse a domažlického hejtmana Jana Řitky z Bezdědic, jenž čítal na 1500 pěších a 500 jezdců, vyrazil uprostřed září směrem do Horní Falce. Po několikadenním plenění v okolí Kouby husité získali dostatek kořisti, aby mohli zamířit zpět k hlavnímu vojsku, 21. září však byla roztažená kolona hornofalckými rytíři a sedláky napadena u Hiltersriedu a většina Čechů byla buď zabita nebo padla do zajetí. Tato událost se z dlouhodobého hlediska stala pro průběh obléhání velmi zásadní. Mezi husity, zejména tábority, začalo stoupat napětí, které vyvrcholilo vzpourou namířenou proti oběma velitelům spanilé jízdy a duchovnímu správci Prokopovi Holému. Při výbuchu vášní dokonce jeden z vojáků vrchního velitele udeřil stoličkou do hlavy a rozčilení vojáci jej uvěznili. Napětí sice opadlo během několika následujících dní a zajatec byl propuštěn, Prokop Holý však dále u vojska nesetrval a odjel do Prahy, kde byli opět přítomni legáti basilejského koncilu, kteří se zde měli účastnit připravovaného svatomartinského sněmu. Na tomto listopadovém, prosincovém a po menší přestávce i lednovém jednání, došlo ke zvolení zemského správce, kterým se stal Aleš Vřešťovský z Rýzmburka, a jeho dvanáctičlenné rady. V jejich jednoleté pravomoci bylo soudit rozepře mezi všemi stavovskými složkami a proti neposlušným svolávat krajskou hotovost nebo vojsko z více krajů. Dále zde byl projednán návrh prvních kompaktát, které stanovily zejména podmínky přijímaní podobojí v Čechách. Znění tohoto usnesení z 30. listopadu bylo pro českou stranu značně kontroverzní, nicméně řada čelních husitských představitelů si uvědomovala, že kvůli zajištění míru v zemi je nutné přistoupit na určité kompromisy. Z tohoto důvodu se již 13. ledna někteří přední představitelé pražské univerzity přihlásili ke znění kompaktát v jejich stávající podobě. Brzy je následovali i Menhart z Hradce a další dva neznámí šlechtici z řad táborských spojenců. Toto přeskupování sil uvnitř husitského hnutí dále pokračovalo v březnu 1434, kdy se začalo pomalu hroutit spojenectví levice a středu, neboť ke kompaktátům se připojili i konšelé Starého Města pražského a revoluční řady opustili první šlechtici, kteří se přihlásili ke kalichu pod vojenským tlakem.

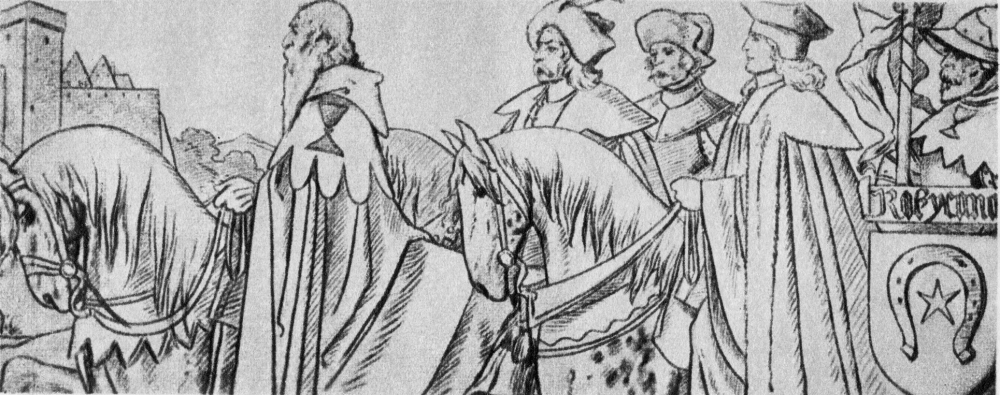
Mikoláš Aleš: Prokop Holý (první z jezdců) a Jan Rokycana přijíždějící v čele husitského poselstva do Basileje

 Na pozadí této události se mezitím odehrávaly další epizody plzeňského dramatu. Obtíže se zásobováním, stupňované další neúrodou a růstem cen, přinutily obléhatele shánět spíži od českých obyvatel bez ohledu na to, k jaké se hlásili konfesi. Toto necitelné chování zvedlo proti polním vojskům silnou vlnu odporu, která se stala příčinou úbytku jejich obecné podpory na venkově i ve městech. Existence stálých polních vojsk se vůbec stávala ožehavou otázkou. V případě uzavření míru mezi Čechami a zbytkem Evropy by jejich postavení ztratilo opodstatnění a tisíce profesionálních vojáků by přišly o své uplatnění. Tento fakt si uvědomovali i sami polem pracující sirotci a táborité a byl pohnutkou k dalšímu napětí v jejich řadách. K jejich klidu nepřispělo ani nebezpečí, které vytušili ze strany umírněných kališníků a zástupců koncilu, zejména agilního Jana Palomara, kteří využili sílící touhy obyvatelstva po uzavření míru a začali získávat podporu i na místech, kde ještě donedávna naráželi na tvrdý odpor. Nálada mezi českými obyvateli polarizovala do té míry, že, stejně jako katolická strana a zemská vláda, začali v polních obcích spatřovat hlavní překážku mírových dohod. K dovršení izolace husitské levice došlo kolem 20. března v hornofalcké Koubě, kde se spolu setkali zástupce císaře Zikmunda vévoda Jan Bavorský, basilejský legát Jan Palomar a přední čeští šlechtici, mezi nimiž pravděpodobně nechyběli Oldřich z Rožmberka, příslušníci plzeňského landfrýdu a Přibík z Klenové. Primárním cílem jednání byla koordinace akcí proti husitským radikálům a otázka pomoci obležené Plzni. Výsledek rokování počítal s politickým a vojenským tlakem, který měl vyvrcholit definitivní porážkou levého husitského křídla. Zemský správce Aleš Vřešťovský z Rýzmburka a jeho poradní sbor reagovali v souladu s touto strategií a v prvních dnech měsíce dubna vydali usnesení, kterým bylo na území království Českého a markrabství Moravského od třiadvacátého dne téhož měsíce ustanoveno obecné příměří. Každý, kdo by odmítl toto příměří respektovat, měl být prohlášen rušitelem pokoje a zemským škůdcem. K prosazení tohoto nařízení byla na 23. dubna svolána zemská hotovost.

### Pád Nového Města pražského
| „             | Pán náš všemohoucí, jenž po bauřích dává jasnost a po zármutcích útěchu, budiž s Tebou bratře v Kristu mně nad jiné milý! Věz, že z dopuštění božího falešní páni zemští s Pražany staroměstskými obořili se na milé naše bratry, měšťany novoměstské; některé zabili a město na nich dobyli, jakož sme to spatřili sami. Proto zdá se nám, abyste nechajíce všeho, hnuli sebou od Plzně k Sedlčanům. Čapek zajisté svolává veliký lid, a my od tábora nápodobně, jakož doufáme; neboť lépe jest nám umříti, nežli nepomstíti nevinné krve aukladně vylité milých bratří našich. Buďte s bohem, věda, že on potrestav svých, zase je potěšuje! | “ |
| — Prokop Holý | |   |

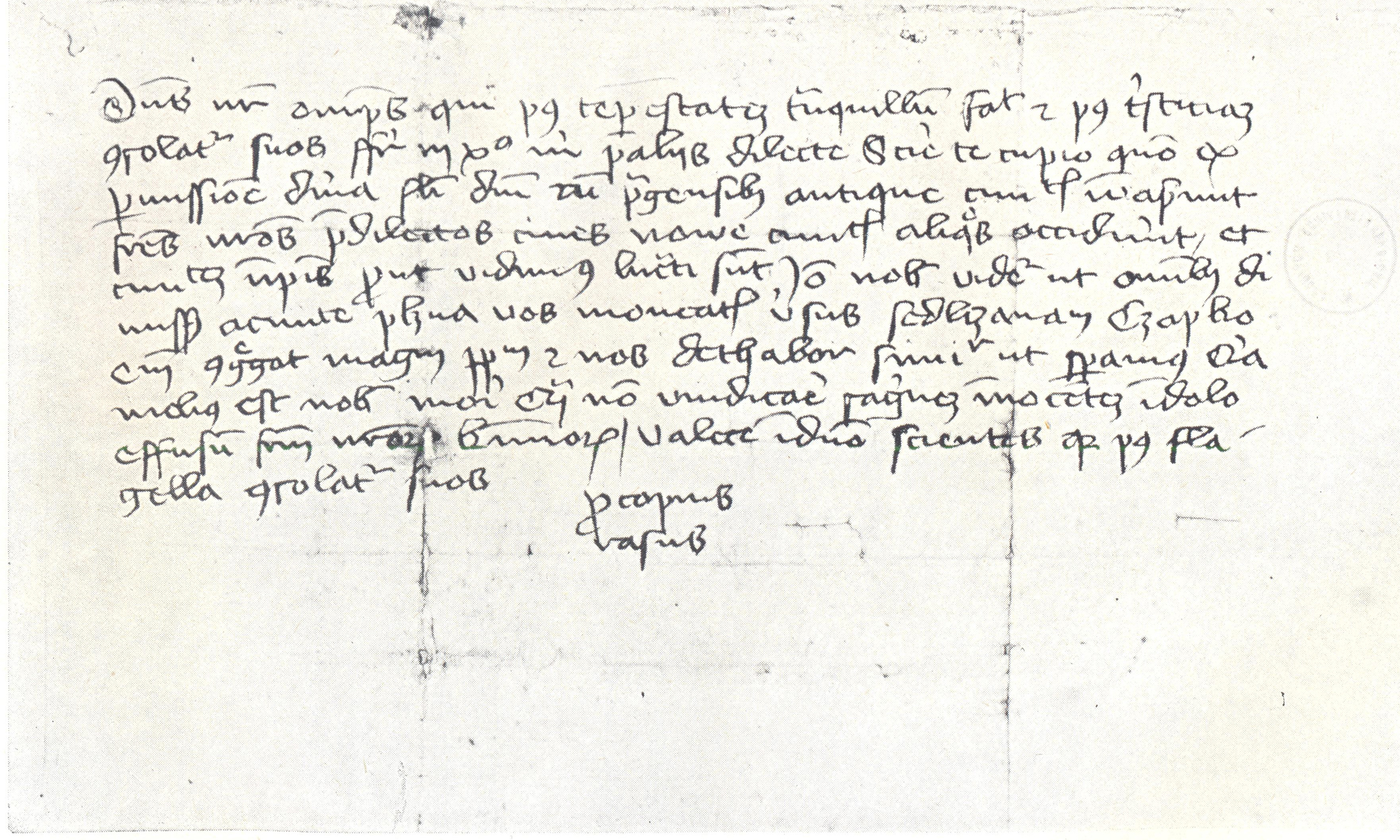
Latinsky psaný list Prokopa Holého, adresovaný po 6. květnu 1434 Prokopovi Malému, kterým informuje vojska obléhající Plzeň o dobytí Nového Města pražského. Dopis při cestě k adresátovi zřejmě padl do rukou vojáků Oldřicha z Rožmberka

Situace polních obcí stojících před Plzní byla stále svízelnější. 28. března se k alianci českých kališníků a katolíků připojila i moravská husitská šlechta a o dva dny později se bývalému táborskému spojenci Přibíkovi z Klenové podařilo prorazit obklíčení a dopravit Plzeňským za hradby slaninu a obilí. Díky tomuto skutku se datum kapitulace města oddálilo přinejmenším o několik týdnů, kterých se polním vojskům nedostávalo. Navíc stoupenci aliance, kteří uposlechli výzvy zemského správce, se postupně shromažďovali na několika různých místech na území Čech a otázka vzájemné konfrontace se zdála nevyhnutelnou. Písemné prameny z dubna 1434 jsou však poměrně chudé a nelze proto jednoznačně posoudit, jak reagovali vojáci před Plzní. Z důležitých faktů, které se přímo týkaly jejich postavení, je nutno vyzvednout návrat Prokopa Holého do čela táborského bratrstva a vyostření konfliktu mezi levicově smýšlejícím Novým Městem a pravicovým Starým Městem pražským. Předáci z obou stran chápali, že situace v metropoli má klíčový význam. Podle Václava Hájka z Libočan vyslali radikálové v druhé polovině dubna na pomoc do Nového Města vojenský kontingent, zásadní iniciativu však na počátku následujícího měsíce převzali stoupenci kališnicko-katolické aliance. Vojsko, které se shromažďovalo poblíž Kutné Hory na kačinských polích, se 5. května přebrodilo v Libni přes Vltavu a druhého dne, krátce po neúspěšném vyjednávání, zdolalo novoměstskou obranu. Když bylo zřejmé, že boj je ztracen, většina radikálů metropoli opustila. Mezi těmito uprchlíky byl i Prokop Holý, který patrně ještě téhož dne sepsal list, kterým informoval hejtmany u Plzně o ztrátě hlavního města a svolával je k protiútoku. V této chvíli ještě nemohl tušit, že 5. května se Přibíkovi z Klenové opět podařilo proniknout obklíčením a dodat obléhaným potřebný materiál včetně 70 000 litrů obilí. Naděje na brzké dobytí Plzně se tím odložily na neurčito a 9. května, krátce po obdržení zprávy od Prokopa Holého, začala polní bratrstva opouštět plzeňský prostor.
K Praze, kam dorazila 17. května, postupovala obě vojska odděleně. Táborité v čele s Prokopem Holým a posilami z Tábora rozložili své ležení u Krče, sirotci, k nimž se dva dny před tím připojilo 600 jezdců pod velením Jana Čapka ze Sán, u lesa Vidrholce poblíž vsi Jirny. Čelní představitelé kališnicko-katolické aliance uzavření za hradbami metropole však odmítali o vydání Nového Města jednat a k otevřené srážce v poli je nevyprovokovaly ani nájezdy radikálů v širokém pražském okolí. Disciplinovaně očekávali početné posily shromážděné Oldřichem z Rožmberka, plzeňským landfrýdem a karlštejnským purkrabím. Tato strategie se ukázala jako účinná, neboť zásobovací potíže a možnost přečíslení přinutily polní obce mezi 22.–24. květnem ustoupit na Kolínsko. Alianční jednotky krátce na to vyrazily k sirotky ovládanému Českému Brodu, jehož obléhání mělo radikální křídlo přimět k jednání nebo boji. Velitelem tohoto vojska byl zvolen jeden z nejzkušenějších českých válečníků Diviš Bořek z Miletínka. První útok na hradby začal 27. května a již druhého dne byl kališnicko-katolický štáb informován o pohybu radikálů, kteří mířili českobrodské posádce na pomoc od Kouřimi. Neprodleně byl proto vydán rozkaz ukončit obléhací práce a vyrazit protivníkovi vstříc. Obě vojska se setkala u vesnice Lipany, kde polní obce obsadily úpatí severního svahu Lipské hory, jediného strategicky výhodného bodu v okolí. Alianční sbory zformovaly vozovou hradbu u vesnice Hřiby. Defenzivní taktika, jež byla hlavním taktickým prvkem obou stran, následně vedla k patové situaci, která vyústila v oboustranné dvoudenní pokusy o smírčí dohody. Představitelé levice vznesli požadavek, aby se poměry v Čechách vrátily před 5. květen 1434, což by znamenalo odevzdání Nového Města pražského zpět do rukou sirotků a pokračování v obléhání Plzně. Tyto podmínky byly pro diplomaty ze strany kališníků a katolíků pochopitelně nepřijatelné a odpověděli, že návrh schválí jedině v případě, že se táboři vzdají všech statků, které v průběhu války získali. V této napjaté situaci na místo jednání prý dorazil táborský kněz a hejtman Bedřich ze Strážnice, jenž naléhal na tábory a sirotky, aby se za každou cenu snažili s protivníky uzavřít mírovou dohodu. Jeho mínění však zapříčinilo značnou nevoli a nakonec byl přinucen místo budoucího bojiště opustit. Následovalo jej údajně na tři sta bojovníků z řad radikálů. V neděli 30. května již bylo zřejmé, že jednání ztroskotalo, rozhodnutí proto měla přinést ozbrojená konfrontace. V tomto směru prý prohlásil neznámý účastník rozhovorů: „Tak to tedy rozhodneme pěstmi.“

## Situace před střetnutím

### Početní stavy

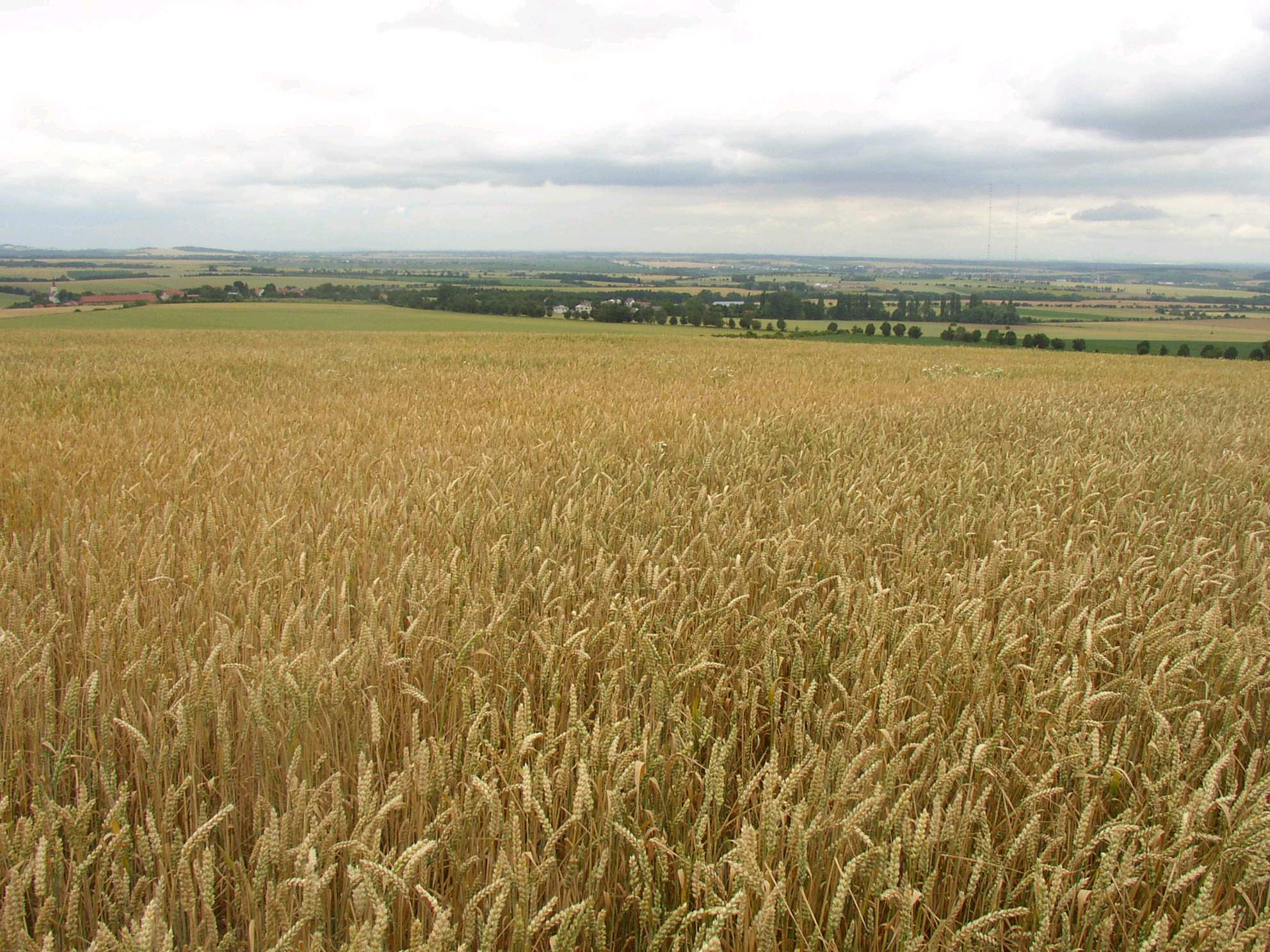
Pohled na bojiště od mohyly k severozápadu

Pokusem o přibližný výčet vojáků bojujících na obou stranách se zabývala řada českých historiků. Většina z nich vycházela z čísel, jež ve své Kronice uvedl katolický voják Bartošek z Drahonic, který měl informace od svého služebníka Linharta a dalších přímých účastníků lipanských událostí, kteří byli podřízeni karlštejnskému purkrabímu. Ačkoli tato okolnost velmi významně přispívá autentičnosti těchto údajů, nejsou přijímány zcela jednoznačně. To se týká zejména panských oddílů. Příčinou je položka, která odhaduje sílu celého uskupení na 10 000 pěších a 1000 jezdců, a sdělení, že k nim náleželo 8000 pěších a 200 jezdců Oldřicha z Rožmberka. Zejména starší badatelé se domnívali, že se jednalo o dvě skupiny, východočeskou a rožmbersko-landfrýdní, a součtem, potažmo navyšováním, jejich sil, docházeli k výsledkům, které předpokládaly přítomnost ± 19 000–25 000 aliančních vojáků (Rudolf Urbánek, Hugo Toman, Hanuš Kuffner, František Palacký, Václav Vladivoj Tomek ad). Jiného názoru je historik prof. Petr Čornej, který se domnívá, že sílu pěšího rožmberského kontingentu Bartošek z Drahonic omylem desetkrát znásobil, neboť v silách Rožmberků bylo od dvacátých do padesátých let 15. století do pole postavit kolem 400 jezdců a cca do 1000 pěších. Podle jeho stanoviska lze ke zjištění síly kališnicko-katolického vojska dospět násobením bojových vozů a jejich posádek. Ze záznamů v písemných pramenech propočítává, že alianční jednotky disponovaly 660–720 vozy, přičemž se přiklání k vyššímu počtu. Za předpokladu, že k jednomu vozu bylo šikováno 17–18 pěších, dochází k číslům 12 240–12 960 mužů. Za obvyklého poměru jízdy k pěchotě 1:10 pak odhaduje sílu jezdectva na cca 1200 bojovníků.
Pokud jde o počty radikálů, Bartošek z Drahonic opět udává dvě čísla. Poprvé hovoří o celkové síle devíti tisíc pěších a sedmi stovkách jezdců, posléze však dodává: „Všeobecně říkali lidé, kteří tam tehdy byli, a totéž říkali poražení sami, že zmíněná vojska měla 10 250 lidí…“ Podle historika Rudolfa Urbánka tyto počty tvořily pouze polní obce, k nimž posléze přičítal i podpůrné kontingenty měst obou svazů. Toto číslo však podle něj nepřesáhlo 18 000 bojovníků, které uvedl ve svém spisu o basilejském koncilu Španěl Johannes de Segovia (Historia gestorum generalis synodi Basiliensis) a jehož se přidržel i František Palacký. Historik František Šmahel vychází z celkové úvahy o poměrech válečného potenciálu obou uskupení a domnívá se, že husitská levice nebyla schopna soustředit u Lipan víc než 6000–8000 vojáků. Aliančním sborům pak přičítá jen mírnou početní převahu. Petr Čornej opět přepočítává přibližný počet radikálů podle zmínek současníků o bojových vozech. Žitavský kronikář Johannes von Guben zaznamenal, že vítězové jich ukořistili 6 kop, kronikář Rožmberků Václav Březan (Norbert Heermann’s Rossenberche chronik), jenž sice psal na počátku 17. století, avšak většinou se přidržoval starších zpráv, toto číslo navýšil na 8 kop. I zde se profesor Čornej přiklání k vyšší variantě. Podle soudobých relací polní vojska šikovala k jednomu vozu 20–23 mužů, z čehož lze počet pěších odhadnout na 9600–10 040. Pokud jde o množství jízdy, ztotožňuje se, jako většina jeho kolegů, se sedmi stovkami Bartoška z Drahonic.
O početnosti vojáků levicového bloku se lze mimo výše zmiňovaných dobových údajů sekundárně dozvědět i od basilejského vyslance Jana Palomara, který ve zprávě pro koncil odhaduje sílu polních vojsk v Čechách na 12 000 mužů. Pro srovnání, Václav Březan, v souvislosti s Lipany, hovoří o 16 000 radikálech. Mimo tento odhad poznamenává, že alianční armáda ukořistila přes 60 houfnic. Bartošek z Drahonic v tomto směru zmiňuje, že vojsko Prokopa Holého disponovalo 40 kusy, letopisec žitavský jich zaznamenal 32.

### Uspořádání vojsk

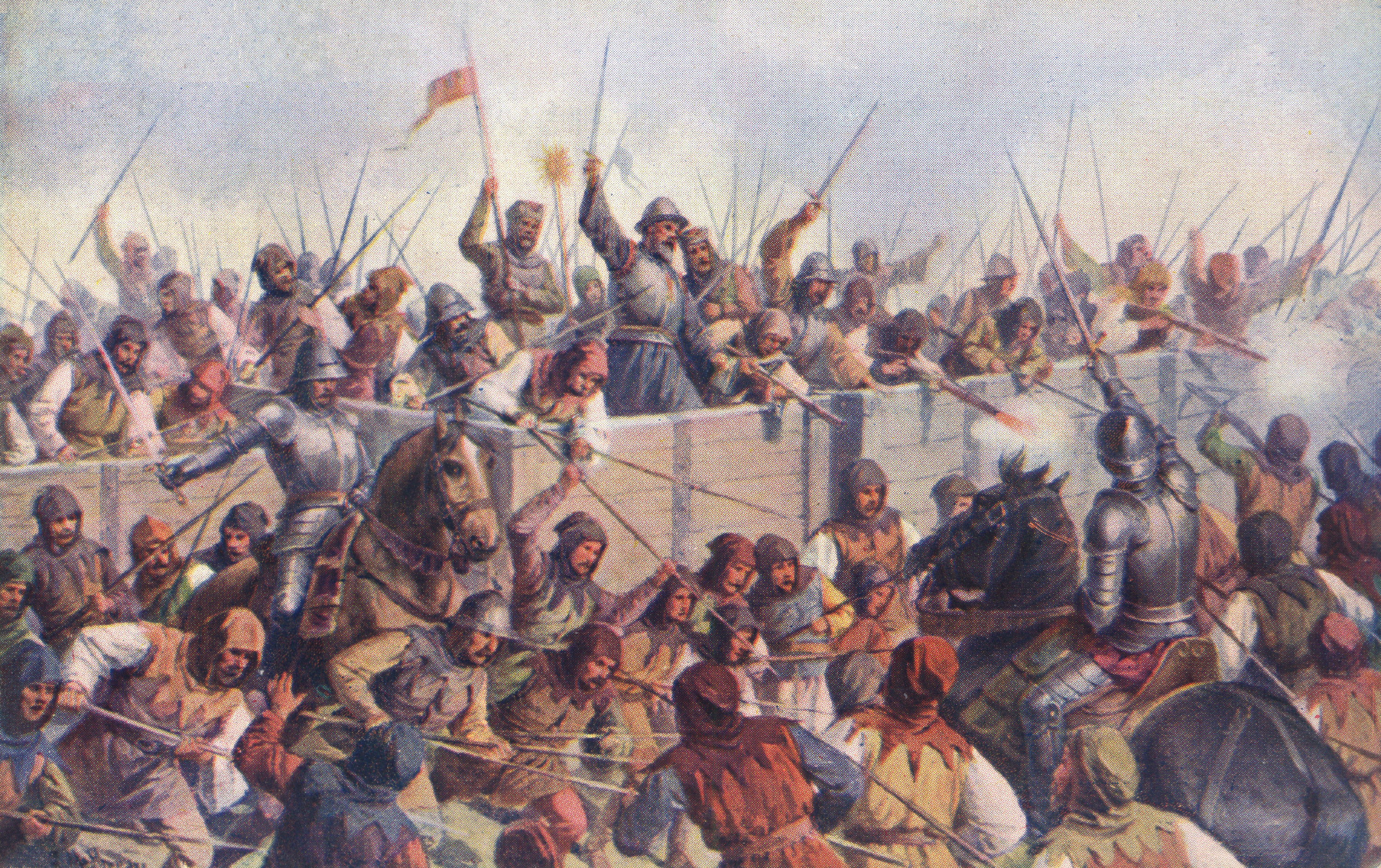
Josef Mathauser: Bitva u Lipan roku 1434

Strukturálně se vojsko radikálů skládalo ze čtyř složek pod velením samostatných hejtmanů, kteří byli podřízení vrchnímu veliteli Prokopovi Holému. Historicky lze doložit, že v čele domácího táborského vojska stál Ondřej Keřský z Řimovic a polní vojsko sirotků bylo podřízeno Janu Čapkovi ze Sán. Ačkoli není známo, komu podléhalo táborské polní vojsko a vojáci sirotčích měst, není vyloučeno, že prve jmenovaní spadali pod vedení Zikmunda z Vranova. Obranná formace těchto jednotek, složená z 6–8 kop vozů, se podle tvrzení většiny historiků pravým bokem opírala o břeh rybníčku Jordán a její týl kryl táhlý severní svah Lipské hory. Postavení samo o sobě skýtalo značnou výhodu nejen z taktického, ale i ze strategického hlediska, neboť v případě neúspěchu mohli vojáci Prokopa Holého ustoupit do nedalekých sirotčích měst (Kouřim 5 km, Český Brod 8 km, Kolín 20 km).
Vojáci pod velením Diviše Bořka z Miletínka byli i přes početní převahu v určité taktické nevýhodě. Okolní krajina jim neumožnila zaujmou výhodnější postavení a své vozy proto rozestavili v jedenácti či dvanácti řadech na rovině severovýchodně od vesnice Hřiby. Celá formace stála patrně mimo dostřel houfnic radikálů a celkově ležení zabíralo poměrně rozsáhlou plochu. Velitelem nad vozy kališnicko-katolických sborů byl ustanoven Jan Černín z Vysoké. Mimo něj po boku vrchního velitele stál zvíkovský purkrabí Mikuláš Krchlebec z Krchleb, který velel rožmberskému kontingentu.

## Bitva

### Zprávy současníků
Oproti jiným bitvám husitských válek lze při získávání informací o střetnutí u Lipan čerpat z poměrně bohaté řady dobových písemností. Otázkou však zůstává jejich výpovědní hodnota, neboť často jde o záznamy značně tendenční a jen útržkovitého charakteru. S touto okolností se ztotožňuje i fakt, že podstatné množství těchto zpráv pochází z korespondence, často adresované do Basileje, jejíž autoři se snažili přičíst zásluhu za vítězství předně sobě a svým straníkům. Nejdůležitějšími z těchto dopisů jsou dva listy od příslušníků plzeňských kontingentů, které lze mj. nalézt v prvním dílu Listáře královského města Plzně publikovaného Josefem Strnadem nebo v publikaci Hugo Tomana Husitské válečnictví za doby Žižkovy a Prokopovy. Jedná se o dopis horšovotýnského hejtmana Zdeňka z Dršťky odeslaný jeho strýci ještě 30. května a tzv. list Plzeňských z 1. června 1434, který pojednává o událostech předení (nejprve zadní) skupiny plzeňských vojáků. 
| „                            | O svátek Těla Kristova na tu slabiku In. bylo město naše od pánů zemských obklíčeno. A když útočili, od 21. hodiny obyvatelé brodští jim statečně odpírali; skoro až do západu slunce klidu neměli. Jan řečený Čert jinak Anděl zastával hejtmana. Nazejtří však, to jest v sobotu, [páni] pozorujíce, že se nepřátelská jim vojska Bratří blíží, obrátili se proti nim od města upustivše atd. V neděli však nejblíže příští na slabiku Cris. obojí vojsko Sirotků i Táborů z dopuštění božího mezi městem Kouřimí a naším kolem vsi Lipan a při Hřibu od pánů a ostatních [stavů] království českého, poraženo byvši, zahynulo a úplně bylo válečně potřeno. A tam i oba Prokopové, kteří byli správci oněch vojsk, Táborů, jenž se nazýval Holý a druhý Sirotků, Malý, byli zabiti. Pán nechť se smiluje nad dušemi jejich. | “ |
| — Městská kniha českobrodská | |   |

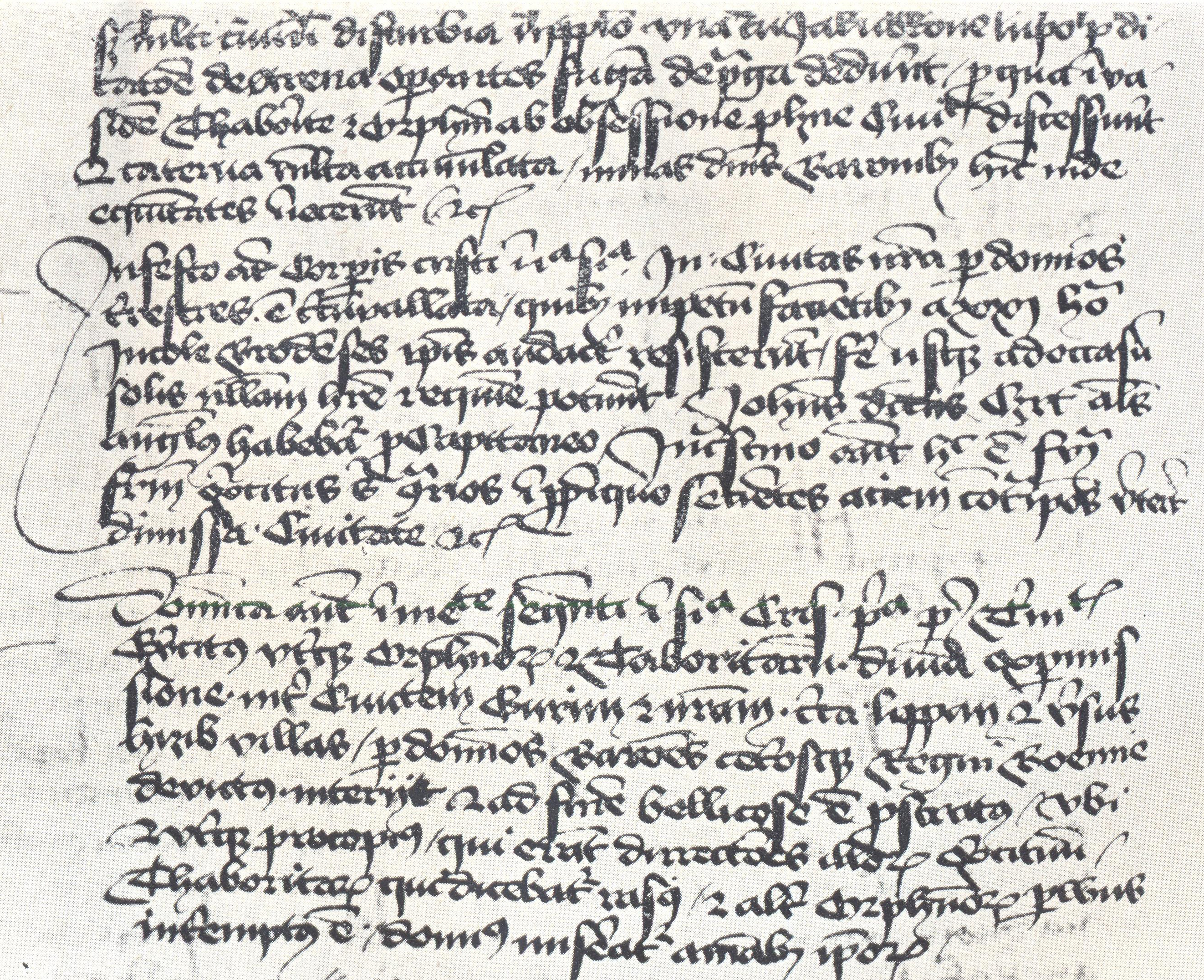
Zápis o obležení Českého Brodu a bitvě u Lipan v Městské knize českobrodské:

| „                                                                        | Tu páni hejtmani zdvihnuvše se, zřídili i spořádali šiky a vyrazili do boje. A když nastávala hodina zápasu a šiky postupovaly proti sobě, my jsme byli postaveni vzadu v části další. Tehdy se naše šiky, jak bylo nařízeno, obrátily, předstírajíc útěk, takže jsme se my, kteří jsme byli vzadu, v části zadní, octli v čele, v části přední. Nepřátelé však vidouce to, že se dáváme na útěk, zatroubili na trouby a hrozně křičeli velikými hlasy: „Vstaňte, vstaňte a pronásledujme je, neboť, hle, utíkají!“ A tak všichni odpůrci zdvihnuvše se vypadli ze svého tábora i vozů, jízdní i pěší a nás stíhali. My však, kteří jsme byli v části zadní, pozorujíce, že se již vzdálili od svého tábora i vozů, zdvihli jsme se ve jménu Páně, o jehož při šlo, udeřili jsme na ně odzadu a zabránili jim v návratu do jejich tábora i vozů. Ale jiní páni a šlechtici, povstavše se vším lidem v části přední, napadli je soustředěným útokem jako jeden muž a tak odzadu i zepředu jsme je shazovali jako snopy, pobíjejíce je, ačkoli se mnozí vzdávali a byli by se bývali vzdali do zajetí. Nebylo tehdy času k zajímání, ale jen k zabíjení... | “ |
| — List Plzeňských svým vyslancům na basilejském koncilu (1. června 1434) | |   |

 Druhý list pochází od Matěje Húsníka, který se účastnil bitvy jako příslušník rožmberského oddílu. Jeho zpráva byla do Plzně doručena 2.června a předpokládá se, že byla původně česká, avšak plzeňský písař ji zapsal německy:
„Pan Mikuláš Krchlebec ze Zvíkova vedl čelo a vzal si k tomu svého pána služebníky a nejstarší z kraje plzeňského a vybraný lid pana Menharta z Jindřichova Hradce i jiných pánů, pokud se mu k tomu schopným zdál. A měli vozy sešikovány v XI řádech a husité měli své vozy šikovány v šesti řádech. Tu šikovali naši čtyři pušky v čelo a ostatní pušky vesměs do boků. Když se sjelo naše čelo s čelem táborů, tu vystřelili naši z předních pušek do jejich čela. Potom na chvilku ustali a tvářili se, jako by byli ve zmatku, a uhnuli se, jako by chtěli odtáhnouti. Tu husité všecky své pušky na naše vypálili. A tu pan Mikuláš najednou zase přišel k jejich čelu a poručil pánům na našem boku stříleti z pušek do boku vojska husitského. Tu však se pan Mikuláš obrátil a malý kus cesty o nich odtáhl, jako kdyby chtěl ustoupiti. Což když husité spatřili, otevřeli svou vozovou hradbu, chtějíce naše dohoniti. Tu se pan Mikuláš s lidem opět obrátil  a vskočil spolu s nimi do vozové hradby a zápasil s nepřáteli tak dlouho, až jej do své vozové hradby zavřeli. A potom tito – zdvíhajíce je – pomáhali našim okolo vozové hradby jsoucím, totiž pana Menharta z Hradce, pána z Rožmberka i jiných pánů lidem, mezi našimi nejlépe oděným. Zatím naši útočili na nepřátele a skáceli vozy vozové hradby, takže našim tam mohli přijíti na pomoc, takže pole obdrželi a všechny nepřátele porazili.“
Mikuláš Húsník Plzeňským 2. června 1434
 

Dále lze zmínit i dva německy psané dopisy z Norimberka, které odlal měšťan Stromer do Basileje. Jeden z nich je známý jako zpráva Matěje Husníka, podle muže, jenž listy doručil, a z jeho obsahu lze předpokládat, že snad pochází z okolí Oldřicha z Rožmberka. Z kronikářských prací lze nejzevrubnější popis nalézt u Bartoška z Drahonic, jehož neobratná latina však není k jasnému vylíčení celé akce zcela způsobilá a interpretace jeho zápisu proto není jednoznačná. Nicméně tento zápis alespoň v hrubých rysech nastiňuje základní prvky taktických manévrů obou zúčastněných vojsk. 
| „                     | A svrchuřečení baroni, páni, předstírajíce, že před nimi prchají a před zadní částí jejich vozů, nejlepší lid svrchuřečeného pana Oldřicha, lid z krajů Plzeňského, Prácheňského, pana Menharta a z Karlštejna na konci zadku svých vozů s korouhví pana z Rožmberka tajně a nepozorovaně sešikovali, že uchopivše sudlice a samostříly, sklonili je k zemi, a obrátivše jakoby zadek a konec svých vozů, před těmi nepřáteli tábory a sirotky pokoušeli se na oko ustupovat a utíkat. Konečně ti nepřátelé je pronásledovali se svými vozy k zadní části panských vozů, ostře z pušek střílejíce a volajíce: „Běží, běží a dávají se na útěk!“ A přiblíživše se k panským vozům se svými vozy asi na půl honu nebo méně, vyrazili útočně ze svých vozů, chtějíce vpadnouti do panských vozů. Ale nakonec panský lid i páni, vztyčivše praporec neboli korouhev pana z Rožmberka i jinou, vyrazili ze svých vozů proti nim, když už byli blízko, zmužile s nimi bojovali a tak odvážně a prudce na ně udeřili, že než by přeříkal onen žalm „Smiluj se nade mnou, Bože“, táboři a sirotci se dali na útěk a prchali a chtěli se vrátit do svých vozů, aby se jimi uzavřeli. Avšak svrchuřečení páni a s nimi jejich lid tak rychle a hbitě je stíhali, pobíjejíce je, že s nimi zároveň vrazili do jejich vozů a tam na týž vozech zabili řečené oba kněze Prokopy a více kněží z jejich zlověstné sekty a z bojovníků mnohé na vozích i s vozů utíkající, pěší i jízdné, při pronásledování usmrtili a pobili a zajali podhejtmany Jíru Ušatého a Mareše Kršňáka. A tak obecně říkali, kdož tam tenkrát byli, že svrchuřečené sekty měly 10 250 lidí, a sami totéž tvrdili, a z nich sotva tři sta uteklo. Ty všechny na místě a při pronásledování k Českému Brodu zabili a upálili a všechny vozy, pušky, zbraně a střelbu jim vzali. Řečený pak Čapek a Ondřej Keřský, svrchuřečení hejtmani, utekli s jízdou a malou hrstkou jejich druhů pěších do Kolína. | “ |
| — Bartošek z Drahonic | |   |

Z dalších kronikářských prací se o událostech u Lipan zmiňují i Staré letopisy české, autoři rukopisů však po sobě zanechali zprávy pouze kusého charakteru. 
| „                      | Pobrali jim děla, vozy, stany a všechno, co měli, protože si vždycky všechny své věci vozili s sebou na vozech. Byli tu pobiti silní a velmi stateční bojovníci, mnozí kněží táborští, kněz Prokop Holý, vojevůdce táborský a jejich hejtman, kněz Prokůpek Malý, hejtman sirotků, kněz Markolt, kněz Jan Buřič, Pešček z Plzně; a mnoho dalších kněží a lidí, škůdců země, tady bylo pobito nebo upáleno ve stodolách – přes dva tisíce. V té bitvě byly také rozbity a rozšlapány tři archy se svátostí těla Páně. Mnozí jiné utekli s Čapkem ke Kolínu a druzí bůhvíkam. Dávali za to vinu Čapkovi, který od nich utekl, že je zradil a přivedl do záhuby; proto s ním pak čestní lidé nechtěli sedat u stolu. | “ |
| — Staré letopisy české | |   |

Povrchní informace poskytuje i latinsky psané anonymní dílko přímého účastníka husitských válek známé pod názvem Kronika starého kolegiáta pražského. Ze zahraničních autorů se o událostech z 30. května 1434 poměrně obšírně zmiňuje žitavský kronikář Johannes von Guben. Tento listinný materiál lze nalézt v prvním svazku souboru letopisů s názvem Scriptores rerum Lusaticarum. V díle Historie česká se bitvě věnoval i italský humanista Enea Silvio Piccolomini, pozdější papež Pius II., který měl své zpravodaje z řad přímých účastníků husitských válek, mimo jiné i od Oldřicha z Rožmberka.
| „                         | Jakmile šlechta vidí, že se žádají věci nevykonatelné, vyhrožuje Prokopovi vězením, ranami a zabitím a ustanoví zápasiti s ním zbraní, ježto jinak nemůže být mír zjednán. A tak opustivše město, o němž dobře věděli, že kolísá, spěchají proti nepříteli. Přišli na místo mezi Českým Brodem a Kouřimí, vzdálené od Prahy 4500 kroků a ležící na širé rovině. Tam se rozjely vozy proti vozům, a zdvihnuvše pokřik, nadávají postupně jedni druhým. Prokop se rozhodl nedati na žádný způsob možnost k bitvě, leč bude-li k tomu dána vhodná příležitost. Zamýšlel táhnouti přímo k Praze, kdež nepochyboval, že mu otevře Nové město brány. Avšak jízda šlechtická, obešedší jeho opevnění vidouc náhodou zadní bránu otevřenou, kvapně do ní vskočí a způsobí veliké vraždění. Nepřátelé, překvapení nenadálou pohromou, nevědí co dělat. Nastane zmatek v celém táboře; neobyčejná ta věc rozmnoží strach. Neboť nikdy před tím neviděli, aby jízda vnikla dovnitř vozové hradby. Pěší padají na všech stranách, nastane zjevný útěk na druhé straně vozové hradby. Šlechtici dorážejí, prchající jsou všude pobíjeni. | “ |
| — Enea Silvio Piccolomini | |   |

### Pravděpodobný průběh

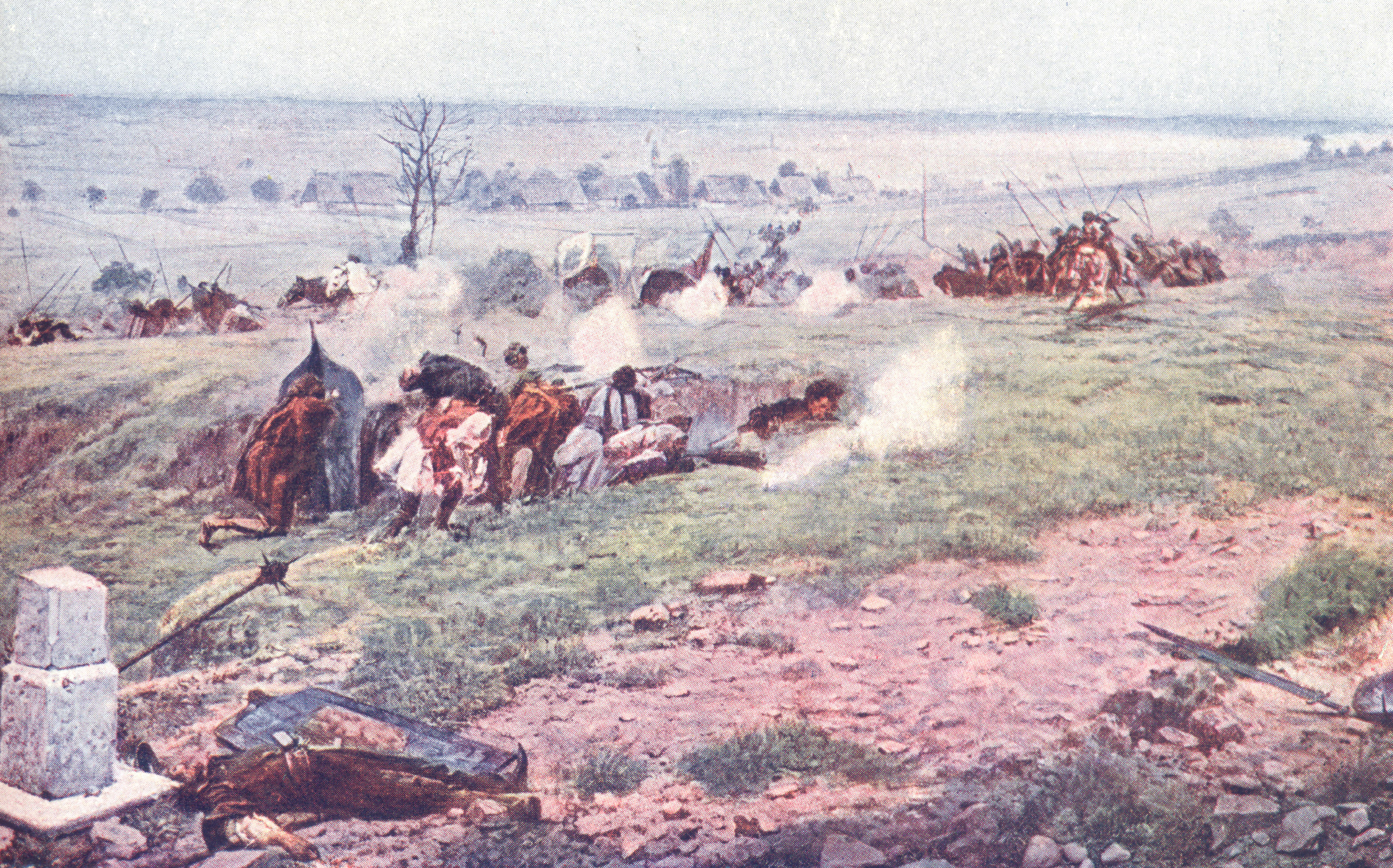
Luděk Marold: Skupinka pěchoty radikálů kryjící střelbou ustupující sirotčí a táborské vozy

Pokusem o nejpravděpodobnější rekonstrukci průběhu bitvy se zabývala řada předních českých historiků a odborníků v oblasti husitského vojenství. Jejich teorie se v hrubých rysech převážně shodují, v detailech jednotlivých epizod, a zejména jejich posloupnosti, se však často velmi výrazně liší. Převážně jednotný názor existuje v určení času začátku bitvy, neboť dva písemné prameny shodně naznačují, že se tak stalo v pozdním odpoledni, přesněji mezi 15 až 16 hodinou. Podle všeho bylo nad bojištěm zataženo, neboť se blížila jarní bouřka a prudký vítr vanoucí od jihu zvedal proti pozicím zemské hotovosti oblaka prachu. Střetnutí samotné zahájila artilerie radikálů, jež směrem k poměrně vzdálené koaliční vozové hradbě vyslala několik salv, které patrně nebyly schopny způsobit vážnější škodu. Přesto v táboře zemského vojska zavládla panika, kterou se hejtmanům podařilo zvládnout jen se značným úsilím. Nervózní začali být i protřelí vojáci, kteří odmítali být terčem nepřátelských houfnic a od velitelů požadovali zahájení útoku. Ti si však nemohli dovolit zahájit bitvu ve chvíli, kdy vířící prach velmi výrazně snižoval viditelnost, neboť plán, jenž připravovali značnou část dne, vyžadoval přesnou koordinaci. Nicméně přetrvávající nečinnost mezi mužstvem jen zvyšovala podrážděnost, bylo proto rozhodnuto o ukončení příprav a vojáci byli informovaní o taktickém záměru. Posléze dostali pokyn k modlitbě, v jejímž průběhu se spustil déšť, který rozptýlil oblaka prachu. Ačkoli byla tato okolnost považovaná za důkaz boží přízně, vojáci, zejména příslušníci pěchoty, začali dávat hlasitě najevo pochybnosti o nadcházející akci a otevřeně se obávali toho, že v případě neúspěchu je jízda zanechá napospas protivníkovi. Kvůli uklidnění situace tedy páni a jejich doprovod sesedli z koní a nechali si odepnout ostruhy, slibujíce pěším, že chtí s nimi žíti i umříti. Pouze několik osob z vyššího velení zemského vojska vědělo, že pod svahem klesajícím k potoku Bylanka stojí připraven vyčleněný jízdní oddíl, který tvořili šlechtici z řad někdejších táborských spojenců, mezi nimiž byli například Jan Malovec z Pacova, Mikuláš z Landštejna nebo Arnošt z Leskova.

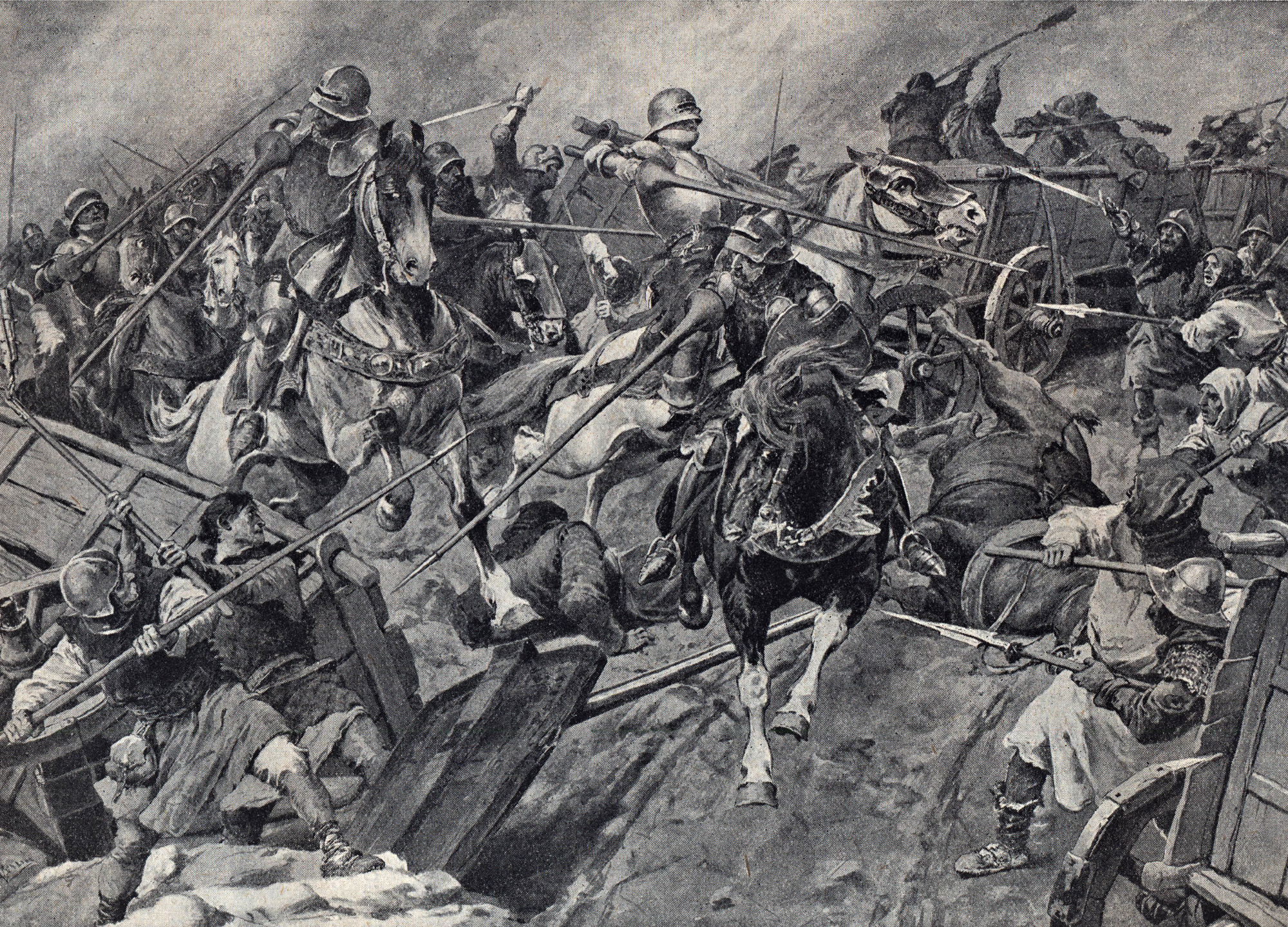
Věnceslav Černý: Rozražení vozové hradby radikálů a vniknutí alianční jízdy mezi vozy

O přesných dispozicích, které vydali velitelé štábu zemské hotovosti svým vojákům, se lze pouze dohadovat. Potřeba rozhodnout tažení v co nejkratší době je však jasně stavěla do pozice iniciátora útočných operací. Příčinou byly zejména náklady spojené s vydržováním vojska a jasné indicie, že Prokop Holý se nevzdá svého výhodného postavení a bude vyčkávat v defenzivě. V tomto směru si byl jistě zkušený válečník jako Diviš Bořek z Miletínka dobře vědom skutečnosti, že přímý útok proti vozové hradbě na úpatí Lipské hory by zákonitě skončil neúspěchem. Z průběhu rejsy do Uher v roce 1431, bitvy u Chrastavy a nedávného střetnutí u Hiltesriedu však jasně vyplývalo, že vozová formace je nejzranitelnější při pochodu. Od této skutečnosti se odvíjel i celý jeho taktický plán, jehož ústředním motivem bylo předstíraným ústupem vylákat radikály z výhodné pozice a udeřit na ně ve chvíli, kdy podniknou výpad. Technicky byl však tento úkol velmi obtížně zvládnutelný a záleželo hlavně na vůdci útočného oddílu, aby u svých mužů udržel kázeň, neboť předstíraný útěk se mohl rázem stát útěkem skutečným. Tuto útočnou skupinu, takzvanou špici, tvořily jednotky pod velením Mikuláše Krchlebce, složené převážně z rožmberských, plzeňských, prácheňských a karštejnských oddílů, které podporoval zbrojný lid Menharta z Hradce.

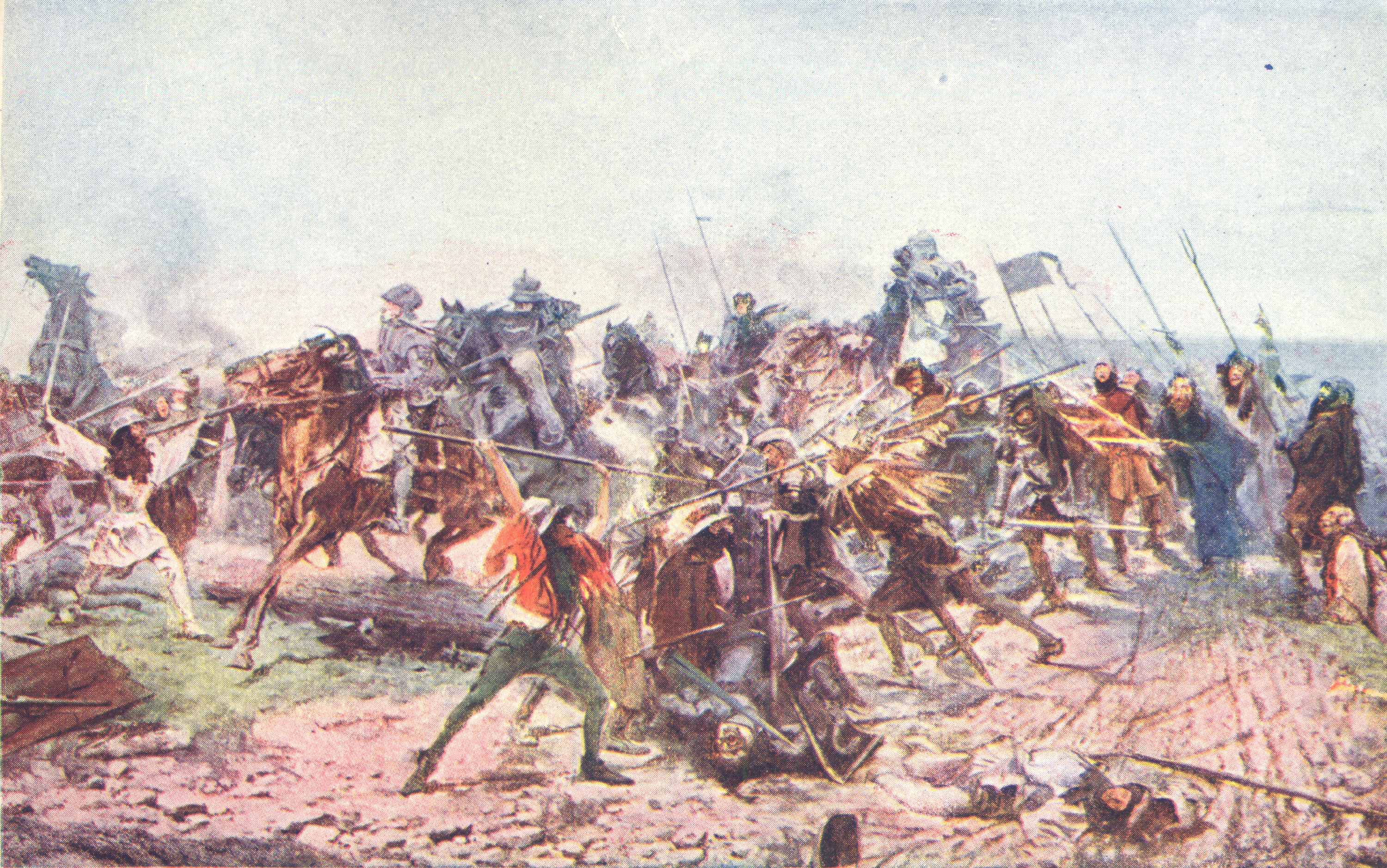
Luděk Marold: útok jezdectva zemské hotovosti

Na základě písemných pramenů se většina ze zástupců starší generace českých historiků domnívala, že celé alianční vojsko vyrazilo do útoku v jedenácti, potažmo dvanácti řadách. Ve chvíli, kdy se pochodující kolona přiblížila k čelu protivníkovy vozové hradby, odpověděly soustavně střílejícím radikálům čtyři houfnice, které byly umístěné na čelních vozech. Posléze celý vozový šik zahnul téměř do pravého úhlu, přičemž se octl v paralelním postavení s pravým bokem nepřítele. Obrat vlevo směrem ke vsi Lipany byl jedinou možnou alternativou, neboť na východní straně bojiště se do země zařezává Čertova brázda, která byla pro vozy nepřekročitelná a západně cestu blokuje roklinaté údolí potoka Bylanky. Ve chvíli, kdy byl dokončen tento taktický manévr, mělo dojít ke vzájemné přestřelce a Krchlebcovy oddíly, jež pravděpodobně volně operovaly v prostoru mezi vozy obou vojsk, zahájily hraný útok. Ten se záhy změnil v předstíraný ústup, přičemž se měly vozy, ať už přepřáhnutím koní nebo otočením na místě, obrátit o 180°. Avšak již počátkem 20. století JUDr. Otakar Frankerberger upozornil na obtíže, které byly s těmito manévry v blízkosti protivníka spjaty. Logicky nadnesl, že dvojnásobný pokus o obrácení pochodové kolony o 11 (či 12) řadech vozů, stěsnaných v prostoře 100 metrů a roztažených do délky kolem jednoho kilometru, byl s to vyvolat chaos, jenž se mohl stát alianční armádě osudným. Tento zmatek mohl snadno znemožnit koordinaci akcí jednotlivých proudů a nepřítel by dostal příležitost celou formaci roztrhnout. S tímto poznatkem se ztotožňují i moderní historici, kteří dále rozvíjí teorii, že oddíly Mikuláše Krchlebce postupovaly s velkou pravděpodobností pěšky a bez vozů, rozvinuly se do šířky a držely se v bezpečné vzdálenosti, jako by jejich primárním záměrem bylo poskytnout krytí hlavnímu tělesu, kde začali ostatní vojáci rozpojovat hradbu.

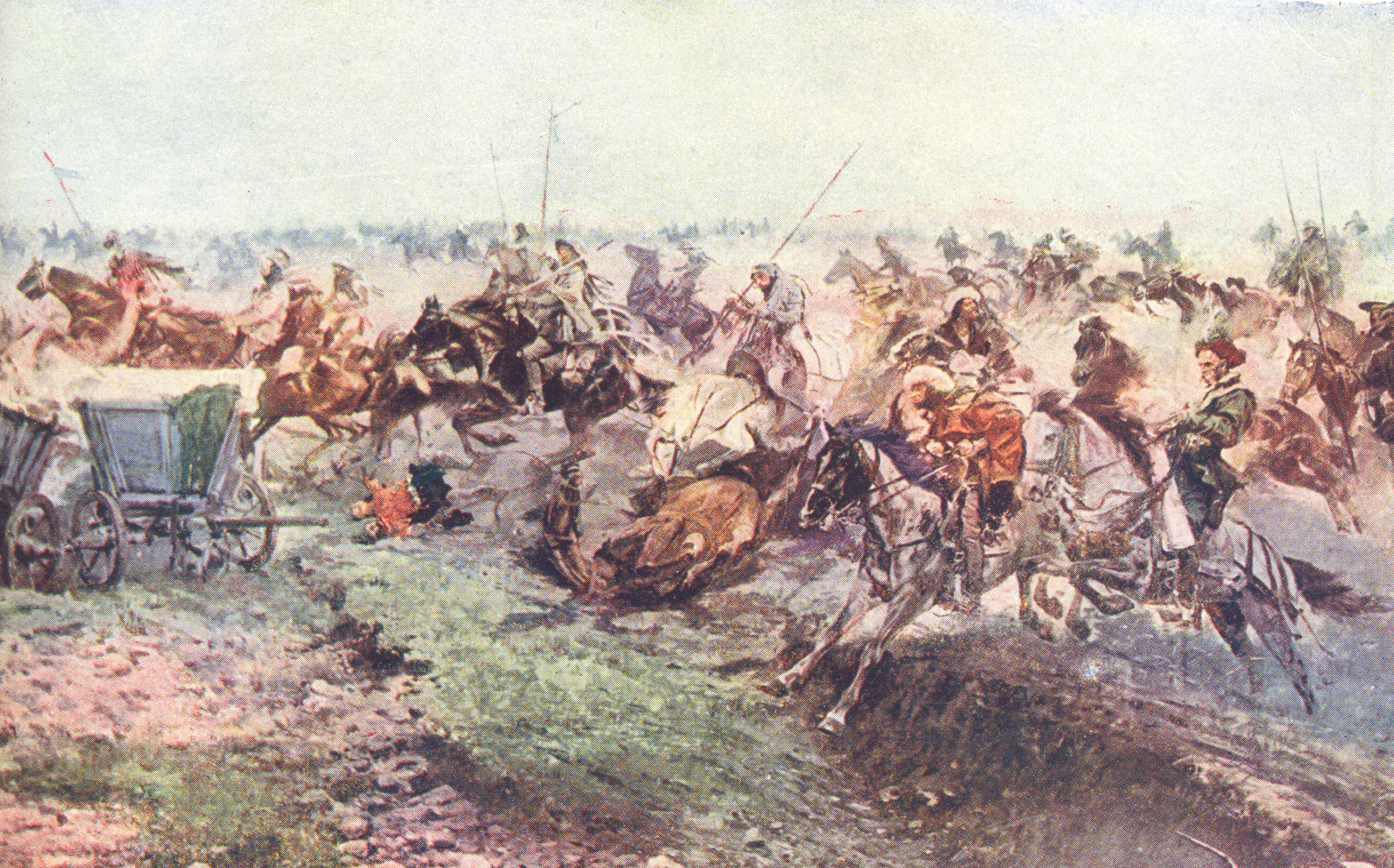
Luděk Marold: prchající jízda Jana Čapka ze Sán

Samotná ústupová akce byla nejspíš sehraná značně přesvědčivě, neboť z dalšího pokračování předchozích nejasných událostí je patrné, že hejtmani radikálů reagovali přesně v duchu dispozic Diviše Bořka z Miletínka. Jakmile nabyli definitivního přesvědčení, že vojsko zemské hotovosti je v naprostém rozkladu, nejspíš i neschopno dalšího boje a prchá směrem k silnici vedoucí k Českému Brodu, vydali (podle textu Bartoška z Drahonic) rozkaz k rozpojení hradby. Za protivníkem prý vojáci posléze vyrazili v šiku složeném ze všech vozů, doprovázeni troubením polnic a hlasitým křikem: „Vzhůru, vzhůru, na ně, prchají již!“ Ve chvíli, kdy se dostali k ustupujícím na půl honu, kolona se zastavila a osádky vozů, spíš spontánně než na povel velitelů, opustily svá místa a bez jakéhokoliv krytí zaútočily. Ačkoli tuto verzi přijala značná část badatelů, zejména moderní generace historiků usuzuje, že úder proti ustupujícím nevedl kompletní vozový šik, ale pouze vyčleněný odřad, který ke krytí při útoku na boční a zadní část protivníkovy formace využil jen vozy z vlastní špice. Podle této hypotézy, vycházející z listu Plzeňských z 1. června 1434, pak tato část vojáků polních obcí rychlým pochodem zamířila na planinu severovýchodně od vesnice Hřiby, čímž se značně vzdálila od vozové hradby na Lipské hoře. K obratu došlo ve chvíli, kdy se k aliančním oddílům přiblížila na půl honu, tedy asi na 80 metrů. Celá nepřátelská kolona se zastavila a vojáci zadního voje, jejichž hlavní údernou sílu tvořili příslušníci plzeňského landfrýdu a rožmberského kontingentu, proti celé linii podnikli soustředěný protiútok. Patrně v ten samý okamžik vyrazila i skupina jezdců skrývající se v údolí potoka Bylanky, jejímž úkolem bylo obloukem se dostat k postavení radikálů a vniknout mezi rozpojené vozy. Mezitím došlo na planině u Hřibů k tvrdému boji, jenž se postupně změnil v masakr. Vojáci Prokopa Holého se pokoušeli o houževnatou obranu, ale bez podpory hlavního vojska byli brzy přečísleni a byli nuceni se probojovávat zpět. Řada z nich se pokoušela vzdát, avšak podle slov jednoho z plzeňských bojovníků nebylť čas jímání, nýbrž zabíjení! Několik táborů a sirotků přesto dokázalo k Lipské hoře prorazit, avšak i zde probíhaly tvrdé boje. Vyčleněné skupině jezdců zemské hotovosti se podařilo vklínit do hradby a převrhnout osm vozů. Tento úspěch de-facto rozhodl o výsledku bitvy, neboť do vytvořené mezery tohoto slabě bráněného úseku se hrnulo stále více aliančních vojáků, kterým se i přes tuhý odpor podařilo ve večerních hodinách získat definitivní převahu. Poražení příslušníci polních vojsk se pokoušeli prchat ke Kouřimi nebo Českému Brodu, jejich úsilí však mařily překážky v okolním terénu. Někteří byli zpomaleni příkrými srázy roklí mezi Kšely a Chrášťany, část z nich byla pobita rožmberským oddílem po překonání Čertovy brázdy u Vrbčan. Poměrně bez problémů se podařilo bojiště opustit pouze Janu Čapkovi ze Sán a Ondřejovi Keřskému z Řimovic, které doprovázela část jízdních a pěších ozbrojenců. Celá jednotka patrně účelově vyrazila ke Kolínu, kde v městské radě zasedal Keřského bratr Matěj ze Zibohlav. Poslední rozptýlené skupinky radikálů se vzdaly kolem dvacáté hodiny.

Panorama lipanského bojiště pořízené 30. května 2012. V prostřední části fotografie se nalézá vesnice Hřiby

## Důsledky a bilance
Krátce po dosaženém vítězství začaly jednotlivé houfy utrakvistů a katolíků opouštět bojiště, aby zamířily k silnici vedoucí z Českého Brodu do Kolína, kde přenocovaly. Ještě téhož večera bylo rozhodnuto i o osudu značného množství zajatců, z nichž určitou část tvořili sedláci, které radikálové odvedli k vojsku, aby zabezpečovali starost o koně a vozy. Zajatci byli nahnáni do stodol v blízkých vesnicích a v nich upáleni. Kdo byl hlavním iniciátorem tohoto masakru není zřejmé, dobové kroniky se rozcházejí. Nejčastěji bývá jmenován Jan Švihovský z Rýzmberka, rožmberský hejtman Mikuláš Krchlebec nebo jihočeský šlechtic Menhart z Hradce. Událost výmluvně popsal Enea Silvio Piccolomini, který patrně neuvedl přesně iniciátora celé akce a v pokračujícím trendu některých zahraničních kronikářů nadsadil počet zajatců:
| „                         | Protože po skončení bylo mnoho tisíc zajatých, rozhodl se Menhart, svolav shromáždění šlechty, zničiti nejhorší ten lid, jenž, odkojen mezi zbraněmi, trávil celý život v táboře, o němž se věřilo, že pod zákony žíti nebude, uvyklý loupežení a cizoložství. Pokud ten tu jest, nemůže být království v pokoji. Avšak obávaje se, aby s nimi nezahubil zároveň nevinné, kteří byvše přinuceni přišli k bitvě z venkova, dal hlasatelem rozhlásiti, že válka není skončena, že prchl Čapek, že nutno dobýti Kolína a přemoci zbraní sousední národy, které pustoší království. K tomu prý je potřebí mužů statečných a zkušených války, kteří bojovali pod Prokopem; těm bude ustanoven žold ze zemské pokladny, dokud nebude království uspokojeno. Pročež se všichni, kdo chtěli sloužiti za žold, aby se odebrali do blízkých stodol a dali pozor, aby mezi sebe nepustili lidi války nezkušené, ti že mohou se odebrati na své statky a do svých obydlí. Vešlo do stodol, jichž dřevěných a krytých slámou jest v českých vesnicích hojnost, mnoho tisíc táboritů a sirotků. ... Ihned byla vrata zavřena a stodoly zapáleny... | “ |
| — Enea Silvio Piccolomini | |   |

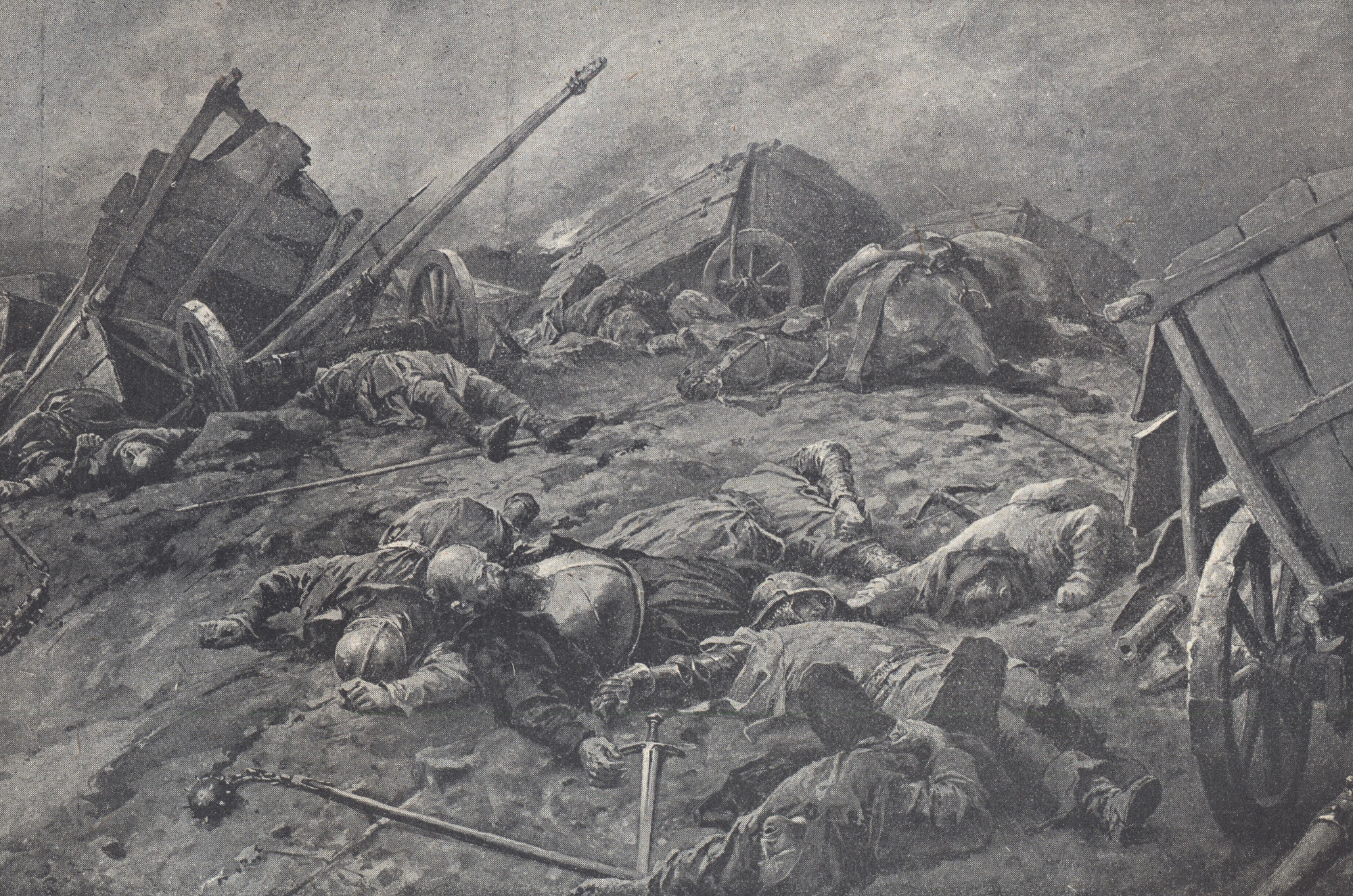
Věnceslav Černý: Po bitvě u Lipan

 Osud těchto mužů však nesdíleli někteří jejich hejtmani a podhejtmani, kteří padli do rukou svých někdejších bratrů ve zbrani. Počítali se k nim Jan Roháč z Dubé, Jan z Bergova, Sezima z Kunštátu, Jíra Ušatý a Mareš Kršňák. Mezi důležité představitele husitské levice, kteří podobné štěstí neměli a zahynuli v bitevní vřavě, patřili zejména oba duchovní správcové Prokopové Holý a Malý, kazatel Markolt ze Zbraslavic a patrně i Zikmund z Vranova. Ve vyčíslení celkového počtu příslušníků polních obcí, kteří zahynuli ve stodolách nebo v průběhu bitvy, se současníci značně rozcházejí. Domácí zprávy obvykle odhadují čísla menší, zahraniční kronikáři někdy až přehnaně vysoké. Namátkou, starý kolegiát pražský zaznamenal 900 upálených a na 1200 zabitých, Johannes de Segovia hovoří o 13 000 mrtvých celkově. Bartošek z Drahonic konstatoval, že z celého vojska radikálů jich přežilo pouze 300, naproti tomu autoři Starých letopisů českých jednou uvádí, že jich bylo zbito a spáleno viec než puoldruhého tisíce podruhé pak viece než dva tisíce. O 500 mrtvých informuje anonym publikovaný Gelasiem Dobnerem ve třetím díle Monumenta historica Bohemiae, o sedmi stovkách upálených a 2300 zabitých Johannes von Guben. Čeští historici se většinou ztotožňují s nižšími čísly, přičemž nejmodernější názor hovoří o sedmi stovkách upálených a 1300 padlých. Nejcitelněji tyto ztráty pravděpodobně dolehly na sirotčí vojsko, neboť o jeho další existenci, na rozdíl od vojska táborského, písemné prameny prakticky nehovoří. O mrtvých a zraněných na straně zemské hotovosti jsou zprávy poměrně chudé, jediná konkrétní čísla, která konstatují 200 nebo 500 zabitých, uvádí pouze dva zahraniční texty.

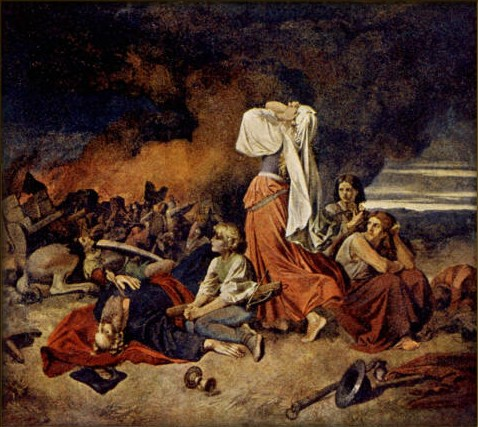
Josef Matyáš Trenkwald: Bitva u Lipan 30. května 1434

Kromě důsledků vojenského charakteru, které řadí lipanské střetnutí k nejkrvavějším bitvám husitských válek, se vítězství vojska kališnicko-katolické aliance nezvratně odrazilo v rovině politické. Nadvláda polních bratrstev byla zlomena a v důsledku smrti Prokopa Holého, který byl jediným představitelem politiky husitských radikálů, přestal být levicový blok rozhodující mocenskou veličinou v Čechách. Další pokračování války ze strany poražených nepřicházelo v úvahu, členská města táborsko-sirotčí unie proto krátce po bitvě začala se svými protivníky sjednávat mír. Tři dny po bitvě tak učinili i Jan Čapek ze Sán a Ondřej Keřský z Řimovic, které již 31. května oblehli příslušníci zemské hotovosti v Kolíně. Ale i přes tyto skutečnosti zůstávala táborská a sirotčí strana důležitým prvkem, se kterým byli zemský správce a jeho poradní sbor, nuceni počítat. V dlouhodobém horizontu se důsledky bitvy odrazily zejména v jednání s představiteli basilejského koncilu. Zbaveni hlavního argumentu, kterým byla síla polních vojsk, byli husité nuceni slevit ze svých požadavků na uznání závaznosti kalicha pro Čechy a Moravu a spokojit se s uznáním svátosti přijímání podobojí pouze tam, kde byla již takto podávána.

## Historický odkaz

### Hledisko odborníků

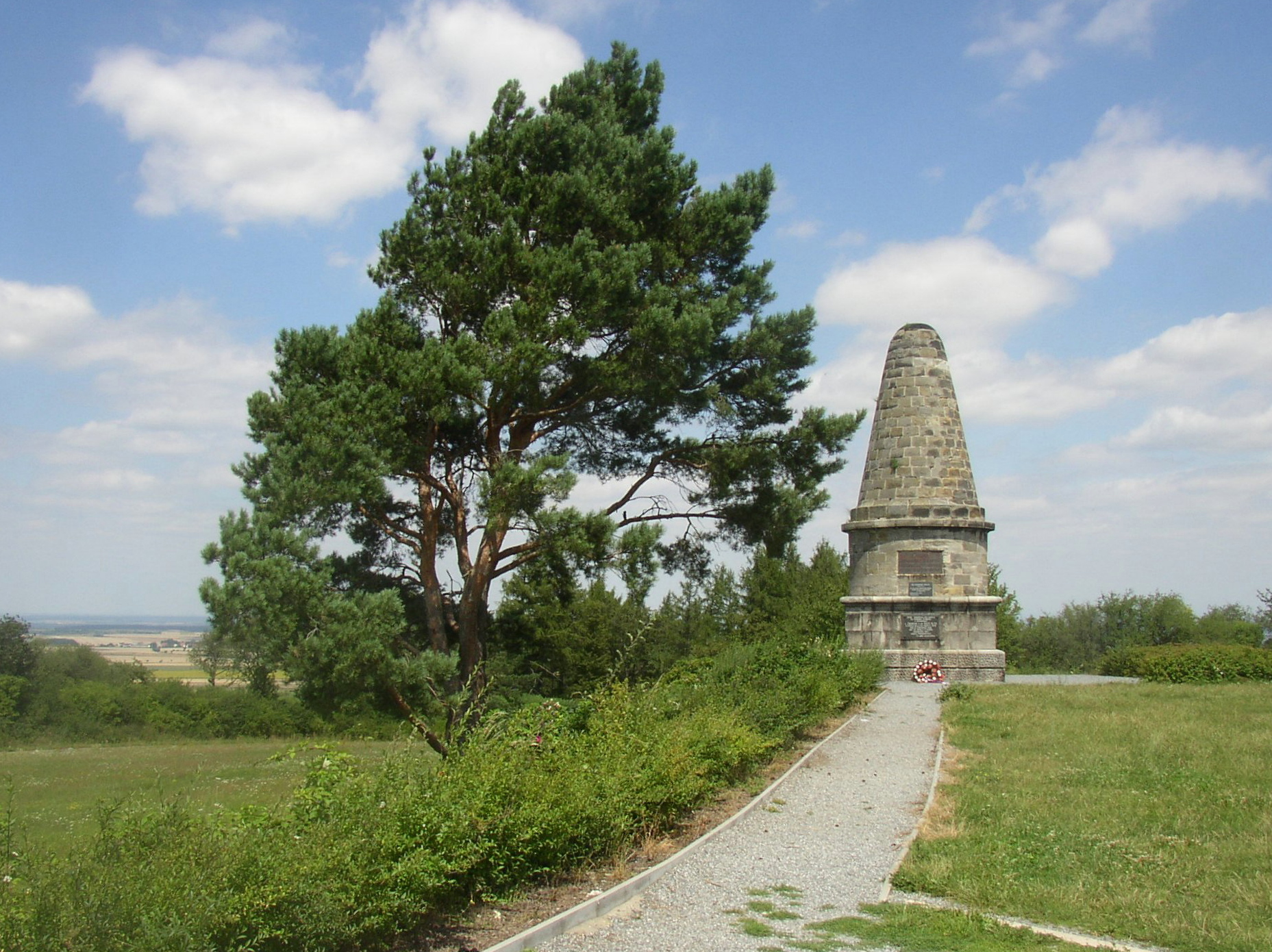
Mohyla Prokopa Holého, která byla z iniciativy českých vlastenců na Lipské hoře slavnostně odhalena v roce 1881

V české historii bylo na bitvu u Lipan pohlíženo rozličnými způsoby. Na tento pohled měly vliv zejména politická a společenská situace, které stály za vznikem tradice, tvořící nedílnou součást tradice husitské. Hodnoceno objektivně však bylo střetnutí většinou vnímáno jako mezník, jenž uzavřel epizodu husitské revoluce a zahájil éru budování království dvojího lidu, v němž se pozvolna prosazovala idea náboženské tolerance. Tuto skutečnost si ale uvědomovala spíš odborná obec, laická veřejnost střetnutí obvykle vnímala jako vyvrcholení bratrovražedného boje, který byl příčinou konce celého husitského hnutí a s ním i vlády lidových mas. Bylo by však mylné se domnívat, že mezi odborníky panoval vždy naprostý konsenzus.
Zakladatel moderního českého dějepisectví František Palacký, jehož koncepci ovlivnilo jeho osvícenecko-romantické východisko, výchova v evangelickém prostředí, obrozenecké vlastenectví a ideály evropského liberalismu, nadnesl, že bitva byla porážkou české demokracie, tedy měšťanů, zemanů a sedláků. Z tohoto pohledu se odvíjelo i nové hodnocení polipanské éry, která se podle několika dalších generací odvíjela v duchu sestupného trendu, který završila osudová porážka v bitvě na Bílé hoře.
Odlišného názoru byl profesor Josef Pekař, vůdčí představitel dějepisectví první poloviny 20. století, jenž tři dny před oslavami pětistého výročí bitvy uveřejnil kontroverzní článek, v němž, v duchu vlastního hodnocení husitství, konstatoval, že porážka polních vojsk byla porážkou zhoubců zemských a je tedy šťastným dnem českých dějin. V tomto směru předložil argumenty, jež poukazovaly na skutečnost, že složení polních obcí bylo mravně daleko původním ideálům z počátků husitství a bylo značnou měrou promíšeno s řemeslnými dráby a lotry z domova i z ciziny. Dále upozorňoval na to, že další boj by pro českou věc nepřinesl větší prospěch a vítězství koaliční armády učinilo přítrž zkáze, která přivedla království na pokraj zhouby. Tato tvrzení doložil několika drobnými úryvky dobových textů, jež sepsali stoupenci jak z řad husitského tak i katolického tábora, kteří na porážku polních vojsk reagovali vesměs pozitivně. Další kladnou stránku události prof. Pekař spatřoval ve vojenské zdatnosti předků, kteří byli schopni bez vnější pomoci pokořit vojenskou moc, před níž opětovně a ve strachu prchali vybraní evropští válečníci. Tato ostentativní interpretace lipanských událostí pochopitelně vzbudila bouřlivou reakci mezi novináři i profesionálními historiky (F. M. Bartoš, Kamil Krofta, Otakar Odložilík atd.), kteří text článku okamžitě odmítli v písemných polemikách, v nichž se často odrážela odlišnost politického přesvědčení či osobní rivalita. Avšak byly to právě tyto diskuse, díky nimž se česká historiografie začala dobírat hlubšího poznání lipanské problematiky.
Při retrospektivním pohledu na výsledek husitské revoluce většina výše jmenovaných historiků uznala, že v důsledku znamenaly Lipany pouze nenaplnění představy o celoplošném prosazení kalicha pro Čechy a Moravu. Městský stav si zachoval zastoupení ve sněmech, zábor pozemkového majetku církve posílil pozici vyšší a nižší šlechty i měšťanstva a prosazení svobody konfese zasadilo úder autoritě římské církve.
Na místě je ve zkratce zmínit i programově ideologickou kampaň KSČ před a po roce 1948. Komunistická propaganda, která, zejména v letech předcházejících a následujících po druhé světové válce, využívala husitskou historii k vytváření analogií se soudobým děním, považovala bitvu u Lipan za střet lidových revolučních sil soustředěných v polních vojscích s žoldnéřskými vojsky reakční panské jednoty. Boj husitů jako takový byl v paralele vnímán jako boj československého proletariátu a porážka u Lipan byla jeho krvavým zakončením. Tato koncepce měla potlačit náboženské důvody konfliktu a vyložit husitskou epochu čistě z materialistického hlediska, aby byla srozumitelná a přijatelná pro ateistické stoupence. Z tohoto stanoviska navíc jasně vyplývalo, že KSČ jako jediná politická strana důsledně hájí třídní zájmy pracujícího lidu a může se považovat za přímého dědice husitské tradice. Po roce 1956 zájem o historismus a s ním i o husitství opadl, nicméně na přelomu padesátých a šedesátých let se na vědeckých konferencích znova diskutovalo o významu lipanských událostí a především zásluhou filosofa Roberta Kalivody začala být bitva považovaná za srážku dvou alternativních husitských programů. Podle jeho argumentů husitská revoluce nevykrvácela mezi Hřiby a Lipskou horou, ale zvítězila pod prapory pravice.

### Památky a umělecká tvorba

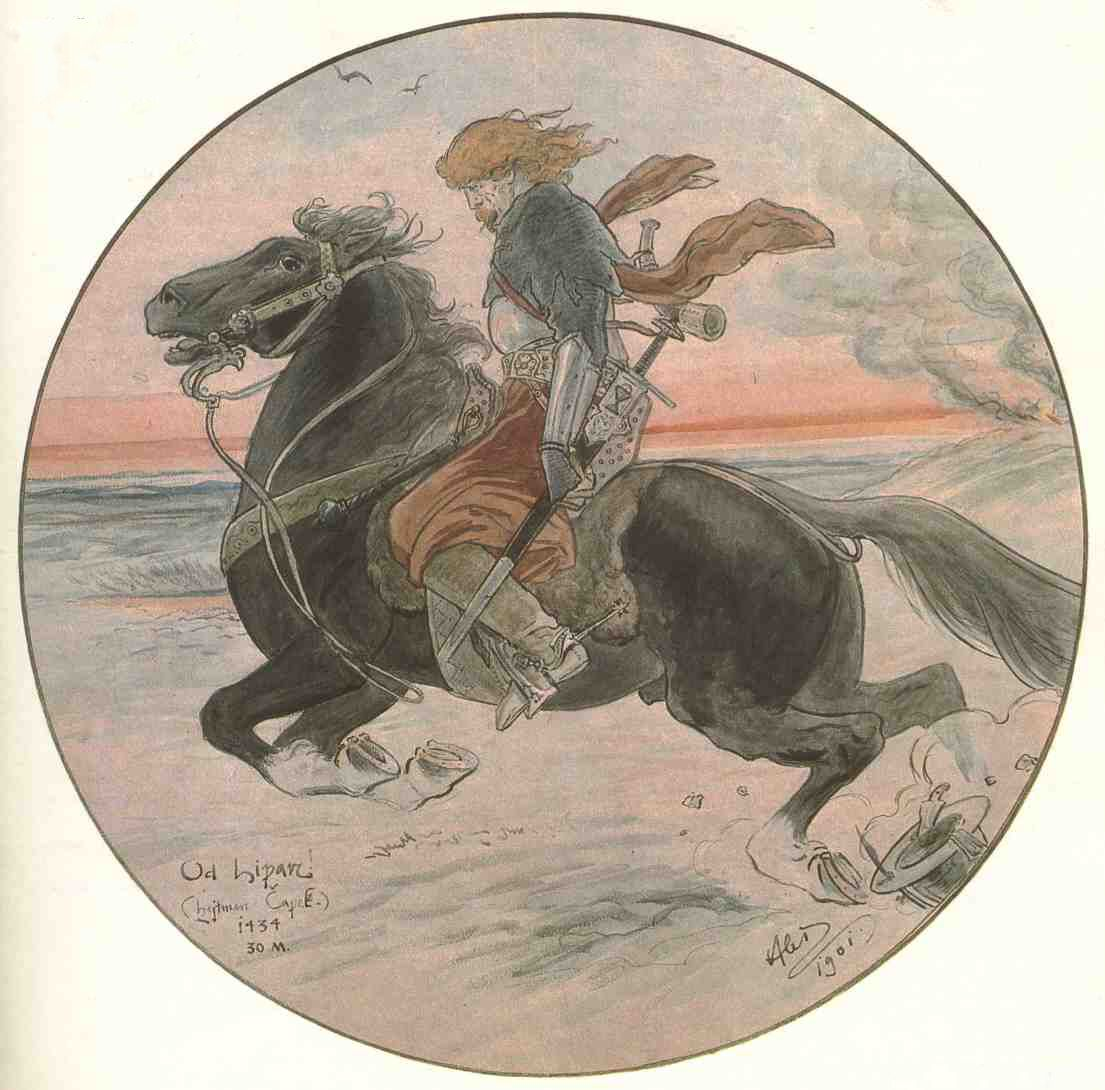
Mikoláš Aleš: útěk Jana Čapka ze Sán z lipanského bojiště

Memento bitvy u Lipan vzbuzovalo velký ohlas nejen u odborníků a laiků, ale také u vlasteneckých aktivistů a v uměleckých kruzích. Počínaje rokem 1868 se na Lipské hoře začaly scházet mohutné politické manifestace, tzv. tábory, jejichž účelem bylo přimět rakouský dvůr k uznání historického státního práva Království českého. Z řad příslušníků těchto akcí, organizovaný do spolku Prokop, vzešla iniciativa vybudování Prokopovy mohyly, jejíž výstavba byla na Lipské hoře zahájena i dokončena v roce 1881. Tento památník dodnes tvoří nedílnou součást lipanského panoramatu a slouží jako místo pietních a vzpomínkových akcí. Dalším významným počinem, jenž měl připomenout události z 30. května 1434, byla realizace panoramatického obrazu bitvy, který pro organizátory Výstavy architektury a inženýrství v roce 1898 ztvárnil tým umělců v čele s malířem Luďkem Maroldem. Dnes je toto 11 metrů vysoké a 95 metrů široké umělecké dílo možno zhlédnout v novém železobetonovém pavilónu, který ve 30. letech 20. století projektoval Ing. arch. Dr. Vojtěch Krch, na výstavišti v Praze Bubenči.
Při své umělecké tvorbě využili námětů čerpajících z bitvy u Lipan i jiní z českých malířů. V polovině 19. století téma ztvárnil Josef Matyáš Trenkwald při výzdobě letohrádku královny Anny, Felix Jenewein v obrazech Pražané nalézají mrtvolu Prokopa Velikého po bitvě u Lipan a Lipany a Mikoláš Aleš v alegorické kresbě Lipany a kolorované perokresbě z roku 1886, jež zobrazuje útěk jízdy Jana Čapka ze Sán a Ondřeje Keřského z Řimovic (v roce 1901 se k tématu opět vrátil, tentokrát však Jana Čapka zobrazil samostatně). Později se grafické reprodukci střetnutí věnoval i Věnceslav Černý, jenž zachytil rozhodující část bitvy, průnik alianční jízdy mezi vozy radikálů. Z beletristických prací látku bitvy u Lipan ve stejnojmenném románu zpracoval Ivan Klicpera.

## Účastníci

### Šlechta v řadách zemské hotovosti
Diviš Bořek z Miletínka •  Zdeněk z Dršťky • Jan Švihovský z Rýzmberka • Vilém III. Švihovský z Rýzmberka •  Jan ze Švamberka • Jan Švihovský z Gutštejna • Burian I. Gutštejna • Protiva ze Svojšína • Hádek z Paběnic • Humprecht z Kočova • Boreš z Oseka • Přibík z Klenové • Aleš Holický ze Šternberka • Vilém z Jaroslavic • Kuneš Tluksa z Buřenic • Beneš z Myšlína u Mirovic • Beneš z Dubé • Václav z Brloha • Jakoubek z Božejova • Menhart z Hradce • Petr Zmrzlík ze Svojšína (mladší) • Hynce Ptáček z Pirkštejna • Aleš Vřešťovský z Rýzmburka • Jan Černín z Mlátovic • Václav z Michalovic • Ondřej Štampach • Jindřich z Vartenberka • Petr z Janovic na Chlumci • Chval z Chmelné • Jan Malovec z Pacova • Jiří z Poděbrad • Beneš Mokrovouský z Hustířan

### Šlechta na straně radikálů
Jan z Bergova • Jan Roháč z Dubé • Jan Kolda ze Žampachu • Jan Hertvík z Rušinova • Jan Pardus z Horky • Vaněk Sokol z Lamberka • Sezima Zajímač z Kunštátu • Jan Talafús z Ostrova • Vilém z Chlumu a Košumberka